# Filippino Lippi
Pour les articles homonymes, voir Lippi.
Filippino Lippi  (Prato, 1457 - Florence, 1504) est un peintre italien de l'école florentine de la Renaissance, fils du peintre Fra Filippo Lippi et de Lucrezia Buti, une ancienne carmélite qui servait à celui-ci de modèle.
Il a repris le style linéaire de son maître Sandro Botticelli, mais crée des œuvres dans lesquelles le caractère irréel de la scène est marquant, avec des figures allongées et une profusion en détails imaginatifs. Après un voyage à Rome entre 1488 et 1492, où il étudie à la fois les monuments antiques et les fresques de Melozzo da Forlì et de Pinturicchio, il ramène à Florence le goût de la décoration grotesque, qui devient dans ses peintures une décoration « animée », mystérieuse, fantastique et inquiétante, en analogie avec le climat de crise politique et culturelle de la Florence de Jérôme Savonarole.
La peinture de Filippino est parmi les plus représentatives de l'évolution qui a lieu à la fin du XVe siècle à Florence : après la prédominance de l'équilibre et de la pureté linéaire, l'art est transporté vers une exaspération expressive et des tensions passionnées qui vont aboutir au maniérisme. Il est l'un des premiers peintres à utiliser, bien que dans des détails secondaires seulement, un coup de pinceau visible et pâteux, « impressionniste ». Son exemple est repris et développé par des artistes florentins comme Rosso Fiorentino, et il est possible de tracer une ligne idéale qui relie le développement de cette technique, à travers Parmigianino, le Titien, Rubens, Rembrandt, Fragonard, jusqu'aux impressionnistes.

## Biographie

### Jeunesse
Les origines de Filippino Lippi sont assez singulières : il est le fils du frère carmélite Filippo Lippi et de la religieuse Lucrezia Buti. Comme le raconte Vasari, les deux se sont rencontrés à Prato lorsque Lippi père est devenu aumônier du monastère de Lucrezia alors qu'il travaillait sur les fresques de la cathédrale. Il demanda à l'abbesse la permission de représenter la jeune religieuse dans un retable de la Vierge à l'Enfant et, ayant obtenu celle-ci après quelques hésitations, une étincelle amoureuse jaillit entre les deux, à tel point qu'à l'occasion de la procession su Sacro Cingolo, Filippo enleva son modèle déjà enceinte, causant un grand scandale. Filippino est né en 1457, avant que ses parents ne se marient. Pour réparer le crime, Cosme de Médicis intercéda auprès du pape Pie II pour que les deux amants obtiennent une dispense pour pouvoir se marier. Même si le mariage n'a pas eu lieu - puisque, comme le rapporte Vasari, Filippo le père préférait faire « de lui-même et de son appétit à sa guise » -, les deux vivaient ensemble dans une maison de la Piazza del Duomo, bénéficiant de la grande tolérance des autorités religieuses qui, bien qu'elles aient retiré son poste d'aumônier à Filippo, le confirmèrent dans le chantier des fresques de la cathédrale, sur lesquelles l'artiste a travaillé jusqu'en 1464.
C'est sur ce chantier que le très jeune Filippino entre en contact avec le cercle des peintres assistants de son père dont le jeune Sandro Botticelli qui a douze ans de plus que lui. Filippo reçoit d'autres affectations à Prato où il demeure jusqu'en 1467.
Cette année-là, il est appelé à Spolète et s'y rend avec son fils, qui, à cette occasion, commence à travailler comme garzoni sur le chantier de construction du Duomo. Filippo meurt en 1469, dans la ville ombrienne, laissant son fils alors âgé de douze ans entre les mains de son premier assistant, Fra Diamante, qui dirige le groupe d'élèves et d'aides jusqu'à la finition des fresques des Histoires de la Vierge dans la cathédrale.
Pendant une certaine période, Filippino reste dans l'atelier de Fra 'Diamante ; son manque de personnalité artistique a peu d'impact sur l'éducation artistique du jeune homme.

### Atelier de Botticelli

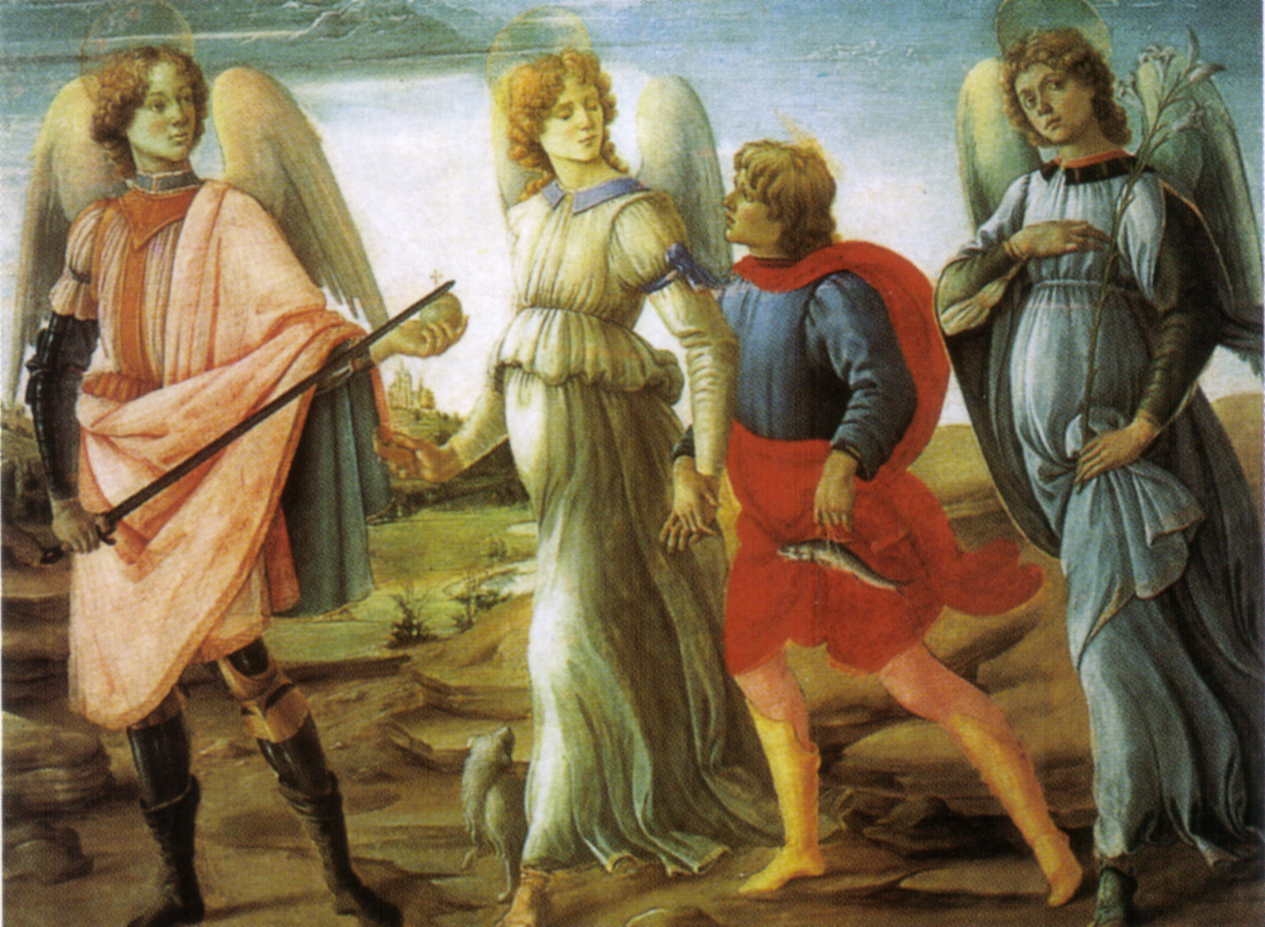
Filippino Lippi, Trois Archanges avec Tobie, gallerie Sabauda, Turin, 1485.

En 1472, à l'âge de quatorze ou quinze ans, Filippino entra dans l'atelier florentin d'une toute autre personnalité, Sandro Botticelli, qui, comme l'écrit également Vasari, avait excellé parmi les élèves de son père Filippo, comprenant et assimilant mieux son style que ses autres élèves. Cette même année, Sandro inscrit Filippino à la Compagnia di San Luca, dont il fait lui-même partie. Le très jeune peintre peint alors l'Annonciation, aujourd'hui conservée à la Galerie de l'Académie de Florence.
Ses toutes premières œuvres de jeunesse sont strictement botticelliennes, à tel point que le grand historien de l'art Bernard Berenson, lorsque le nom de Filippino n'apparaissait pas encore dans les attributions, désignait l'auteur de ces œuvres anonymes comme « l'ami de Sandro ». Les Madones de Berlin, Londres et Washington, les Trois Archanges avec Tobie à la Galerie Sabauda de Turin, la Madone de la Mer à la Galleria dell'Accademia (peut-être de Sandro Botticelli) et les cassoni avec les Histoires d'Esther, les Histoires de Lucrèce et les Histoires de Virginie (1480) appartiennent à cet ensemble d'œuvres datées entre 1475 et 1480 environ qui se caractérisent par une douceur agitée, avec des rythmes sinueux et un dessin toujours très maîtrisé. Un retable perdu pour une église de Pistoia et la Déposition du musée de Cherbourg sont documentés en 1473.
Vasari attribue à Filippino l'idée d'embellir les personnages, en particulier les femmes, avec des « vêtements à l'ancienne », c'est-à-dire avec des robes de soie flottantes qui se retrouvent également dans des œuvres de Botticelli, Ghirlandaio et d'autres. En réalité, cette primauté dans la peinture appartient au Tondo Bartolini (vers 1465) de son père Filippo, lui-même peut-être inspiré par des sculptures comme le San Giorgio libère la princesse de Donatello (1416-1417).

### Rome
En 1481, il semble que Filippino soit à Rome avec Sandro Botticelli pour l'aider dans les fresques de la chapelle Sixtine. Sa présence n'est pas prouvée par des documents, mais Francesco Albertini la mentionne dans sa Mirabilia Urbis (un guide des beautés de Rome) de 1510. En outre, certains pans des fresques de Botticelli apparaissent dans des œuvres ultérieures de Filippino, comme la forme des encensoirs du Châtiment des rebelles qui réapparaît dans l'Assomption de la chapelle Carafa, un détail difficile à voir du sol et qui nécessite de monter sur un échafaudage pour le découvrir.
Dans tous les cas, Botticelli retourne à Florence dans les premiers mois de 1482 et avec lui, probablement, Filippino.

### Chapelle Brancacci de l’église Santa Maria del Carmine de Florence
Filippino est choisi pour terminer la décoration de la chapelle Brancacci dans l’église Santa Maria del Carmine de Florence, qui a été interrompue à la mort de Masaccio, survenue en 1428. Il peint, en 1484-1485, trois fresques du cycle consacré à la vie de saint Pierre : Dispute avec Simon Magus et crucifiement de Pierre, Résurrection du fils de Theophile, Saint Pierre en prison visité par saint Paul, Saint Pierre libéré de prison.
Filippino a probablement été choisi du fait de sa fidélité stylistique à son père, premier élève de Masaccio. Il achève la bande inférieure des fresques, laissées à moitié inachevée par Masaccio (ou peut-être partiellement détruites en raison de la présence de portraits de personnages « indésirables ») et à moitié à entièrement refaire. Filippino s'efforce de s'adapter au style de son illustre prédécesseur (qui y avait travaillé jusque vers 1427), en accordant la gamme chromatique, en simplifiant au maximum les personnages et en conservant la rigueur la plus stricte possible. Si à certains endroits, on peut dire que la mimésis est parfaitement réussie (comme dans le paysage de la Résurrection du fils de Théophile, attribué de manière incertaine à l'un ou à l'autre), dans la manière de représenter les personnages, on peut au contraire, mesurer la distance entre l'art raffiné de l'époque de Laurent le Magnifique par rapport à l'austérité et au manque d'ornement de Masaccio. Malgré cela, la vision globale est harmonieuse, les différences nécessitant un examen attentif.
La datation des fresques de la chapelle Brancacci est problématique et ne repose que sur des éléments circonstanciels. Dans tous les cas, elles sont achevées au plus tard en1487.

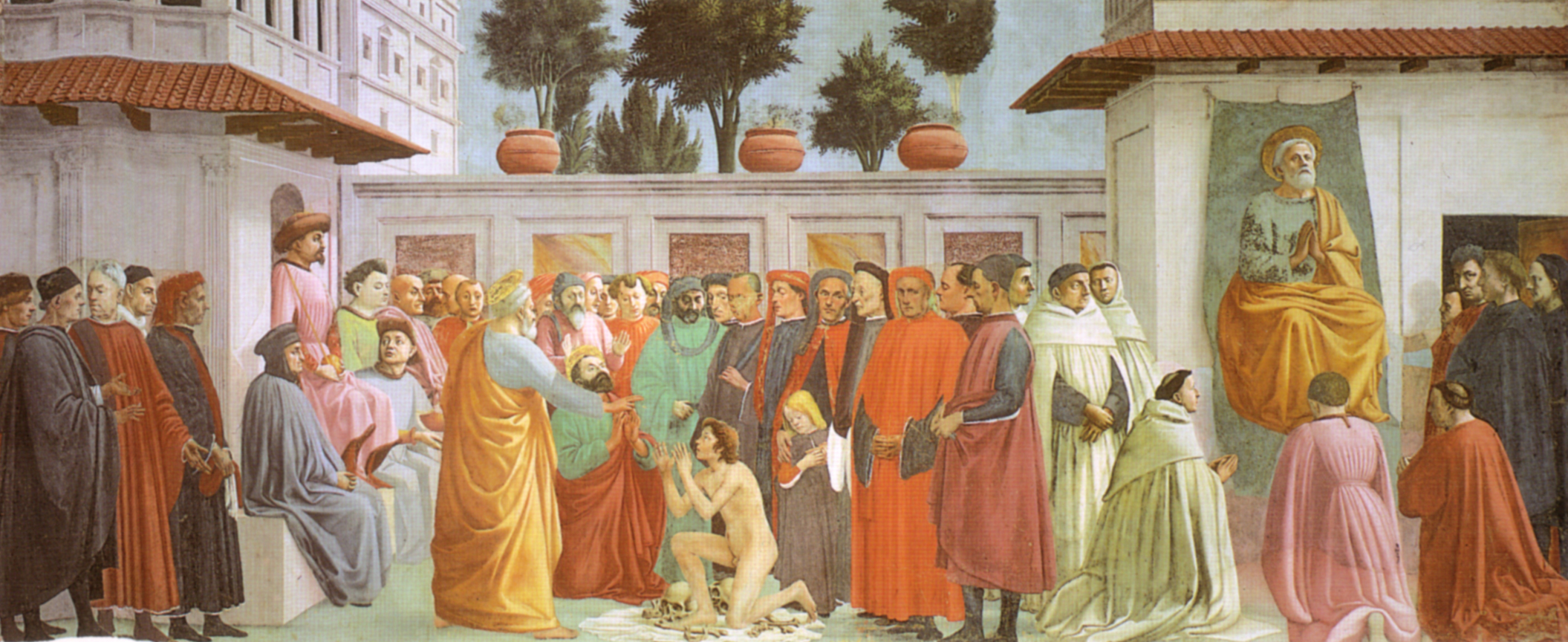
Résurrection du fils de Théophile commencée par Masaccio
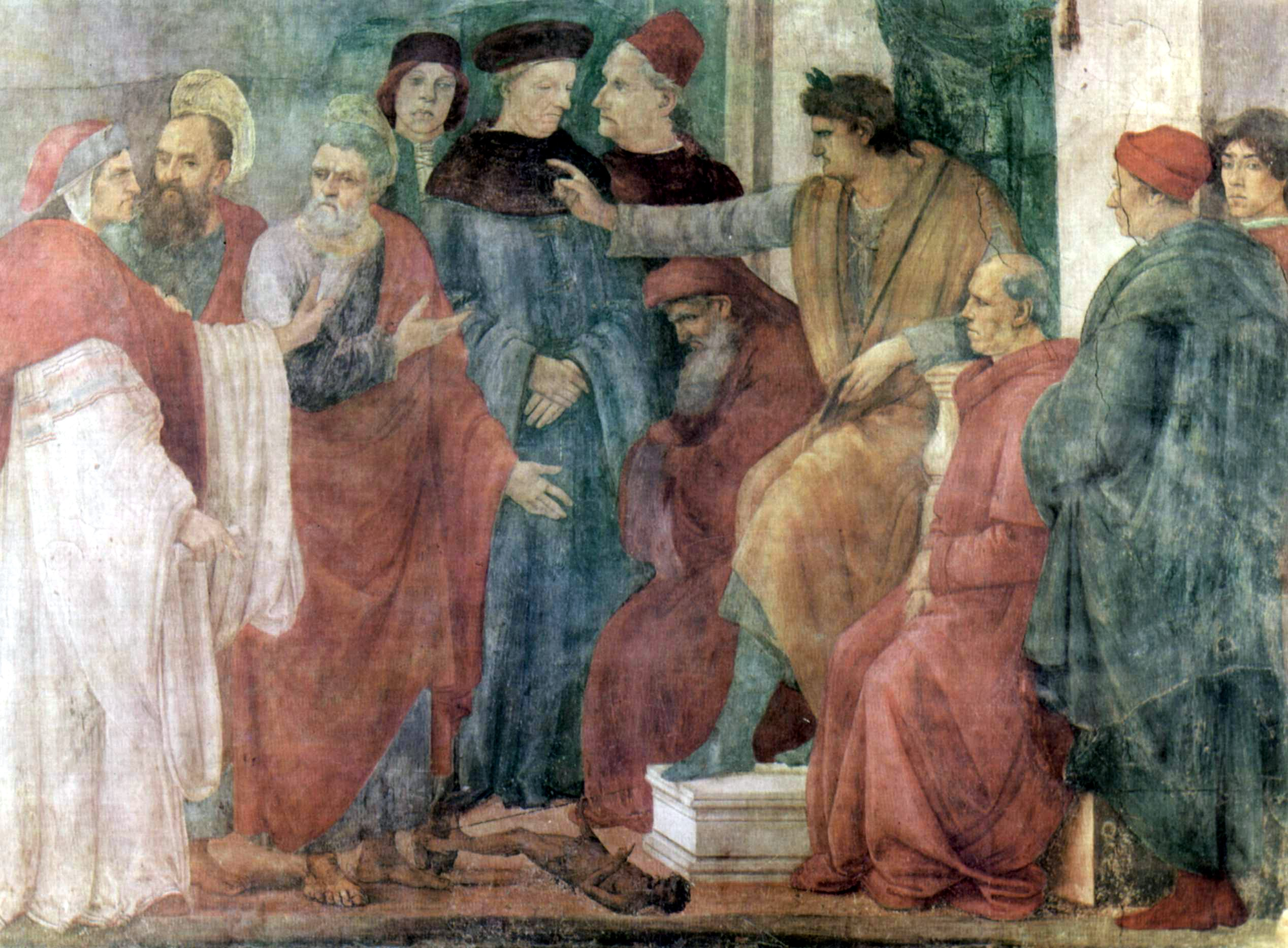
Dispute avec Simon le magicien
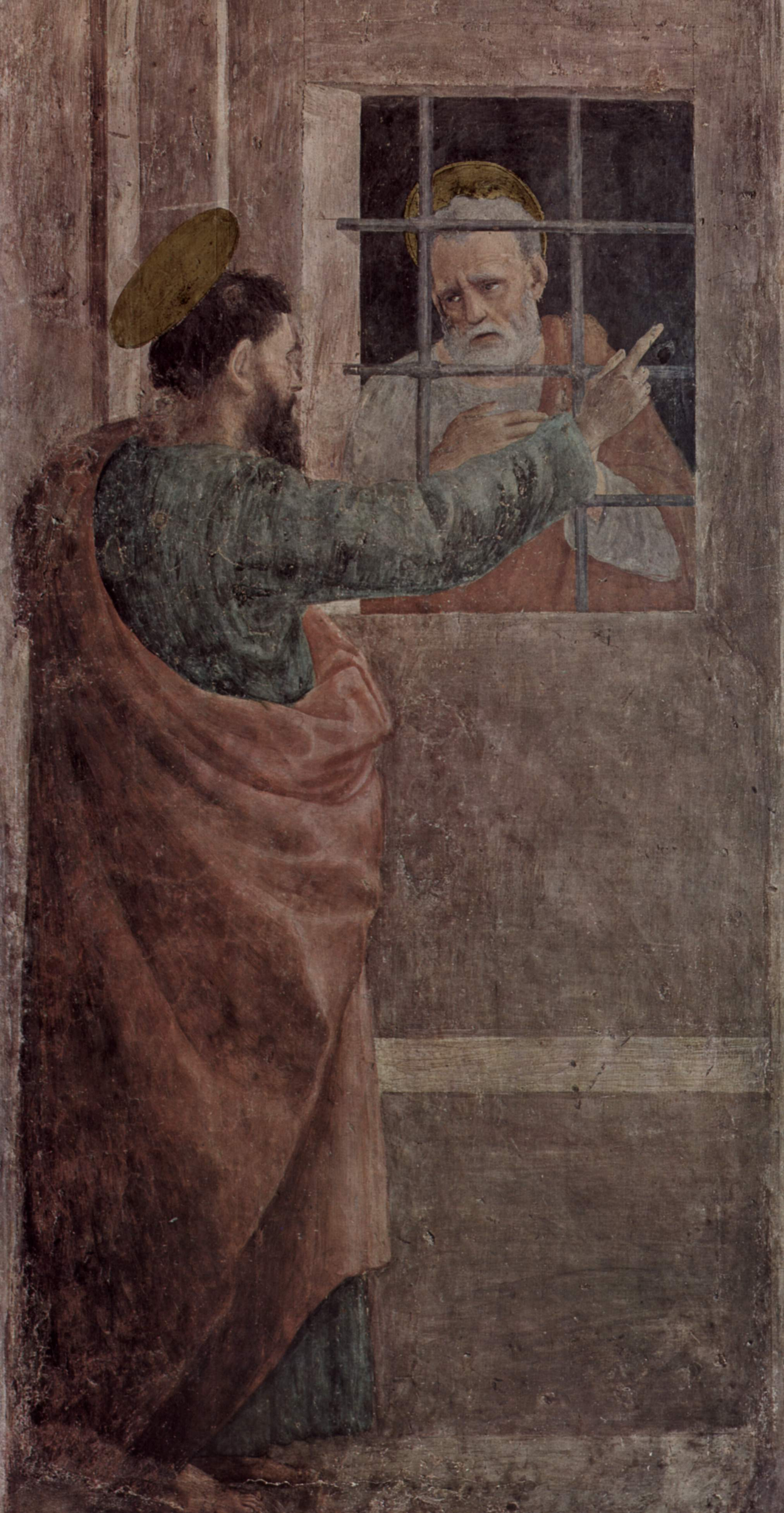
St Paul visite St Pierre en prison
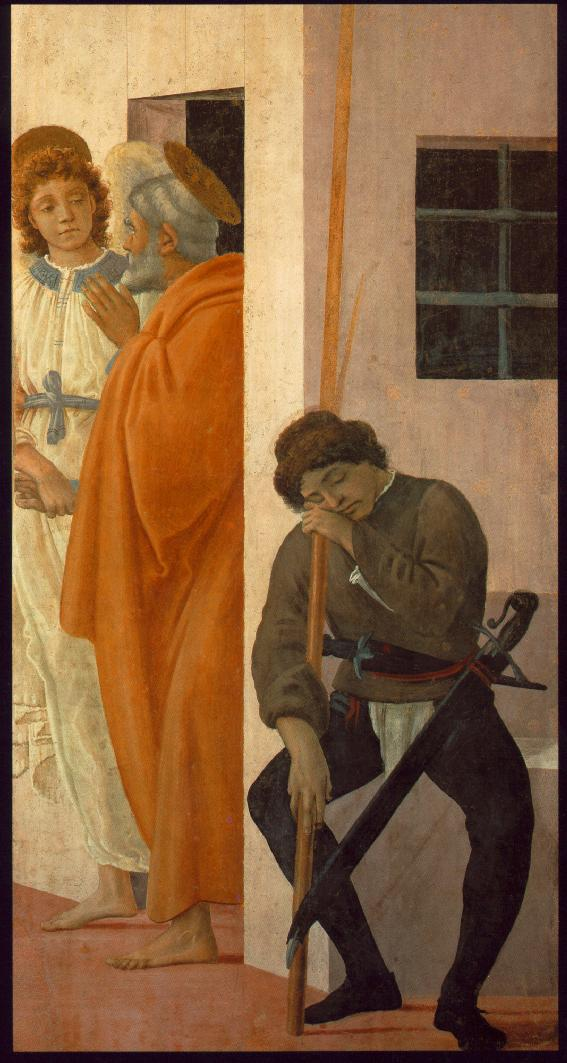
Libération de St Pierre par l'Ange
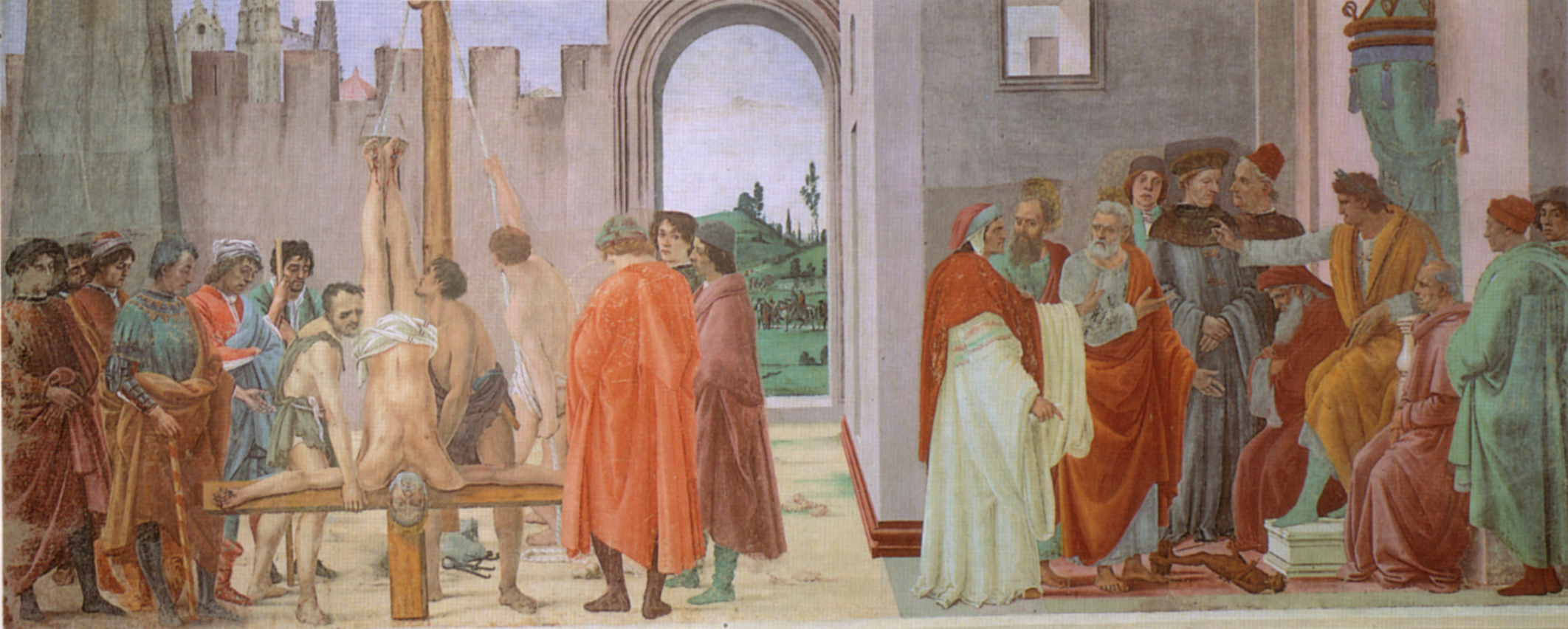
Crucifixion de st Pierre

### Autres commandes des années 1480

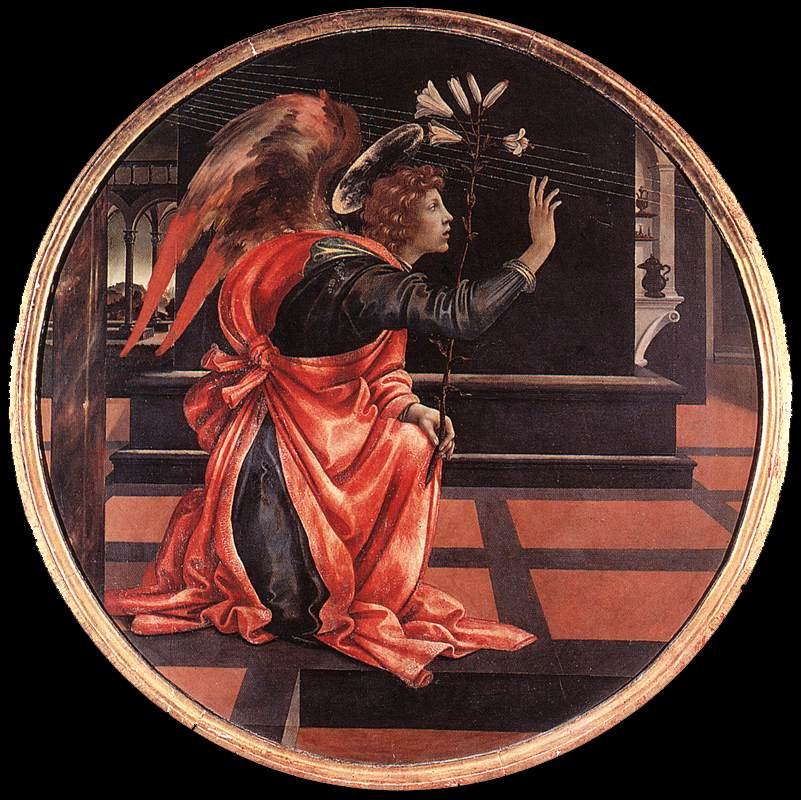
Filippino Lippi, Ange annonciateur, musée civique de San Gimignano.

Au début des années 80, Filippino commence à recevoir d'importantes commandes et son style mûrit rapidement, accédant à des formes plus personnelles. Vers 1482, il travaille au palais communal à San Gimignano sur deux tondi, l’un représentant l'Ange de l’Annonciation, l’autre La Vierge de l'Annonciation (aujourd’hui conservés au Museo Civico), puis, un an plus tard, il peint le pala Magrini et un tableau pour Saint-Pontien à Lucques (ce dernier est maintenant la Norton Simon Art Foundation de Pasadena). Les deux tondi de San Gimignano constituent presque une articulation entre les deux styles de Lippi dans la mesure où, sans afficher encore les tourments des années 1485-1500 et tout en gardant l'élégance raffinée de la pose, il introduit la bizarrerie dans l'image, grâce d'abord au paysage complexe et à ses personnages mal définis, grâce ensuite, et surtout, à cette horloge minutieusement peinte. Preuve de modernisme sans doute, mais, derrière l'ange de l'autre tondo, une splendide colonne translucide et divine répond à l'emblème trop humain.
Le 31 décembre 1482, l'artiste est nommé pour la commande de fresques d'un mur dans la Sala dell'Udienza au Palazzo Vecchio, une œuvre non exécutée, mais qui témoigne qu'il a commencé à se faire un nom en recevant des commandes officielles.
En 1483, il participe au programme décoratif le plus ambitieux initié par Laurent de Médicis, la décoration de la villa de Spedaletto, près de Volterra, où Le Magnifique réunit les meilleurs artistes de la scène florentine de l'époque : Le Pérugin, Sandro Botticelli, Domenico Ghirlandaio et Filippino. Les scènes, qui avaient un caractère délicieusement mythologique, comme on le sait, sont complètement perdues.

#### Madonna degli Ottoet l'Apparition de la Vierge à Saint Bernard

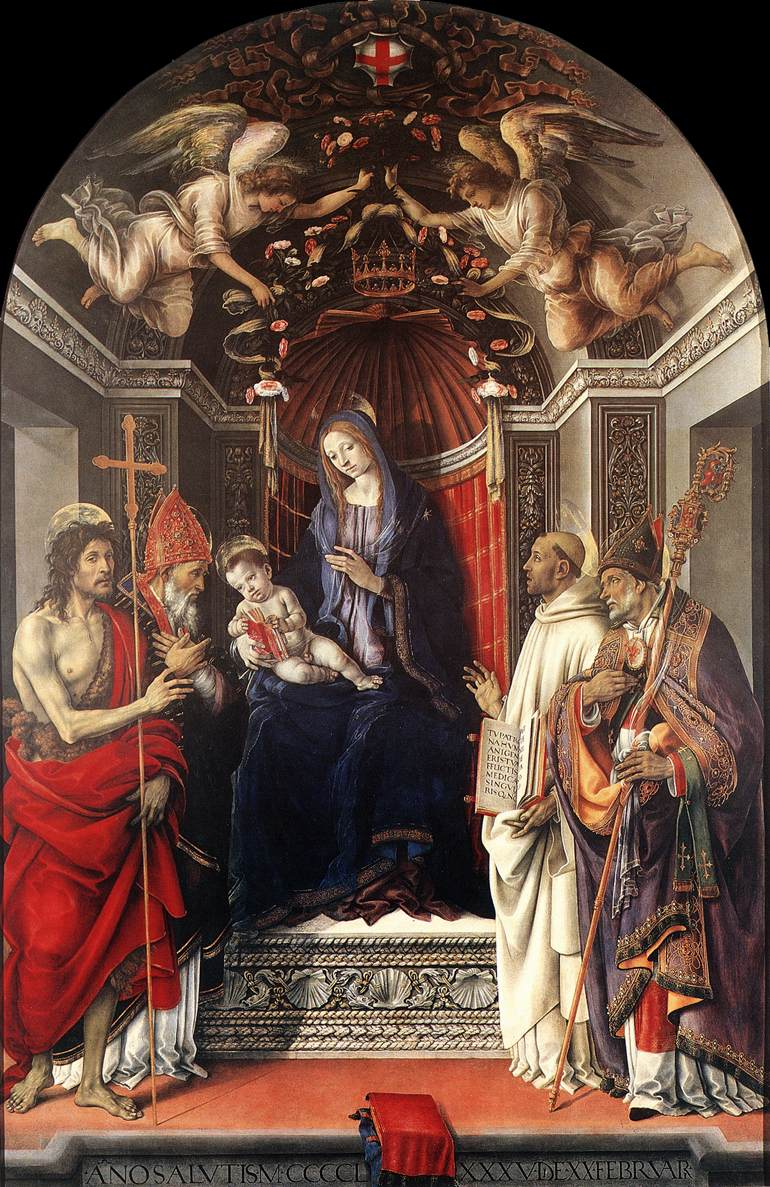
Filippino Lippi, Pala degli Otto.

Il obtient la commande du retable de la chapelle Saint-Bernard du Palazzo Vecchio de Florence, après que Piero del Pollaiolo, Léonard de Vinci et Domenico Ghirlandaio se soient désistés. Le tableau (aujourd’hui à la Galerie des Offices), achevé en 1486 et daté du 20 février, représente la Vierge entourée de saint Jean-Baptiste, saint Victor, saint Bernard et saint Zénobie, tandis que deux anges tiennent la couronne mariale au-dessus de sa tête. Ce grand panneau de dévotion, destiné à la Sala degli Otto di Pratica du Palazzo Vecchio, dévoile des influences de Léonard de Vinci, notamment dans la physionomie de la Vierge.
La même année, il achève également l'Apparition de la Vierge à Saint-Bernard pour le couvent de Campora, à l'extérieur de Porta Romana, maintenant dans la Badia Fiorentina. Dans cette œuvre, la composition a un caractère irréel qui résulte à la fois des figures aux apparences allongées et du décor de roches et de troncs fantasmagoriques et presque anthropomorphes. Avec les grandes fresques florentines et romaines, ce panneau constitue l'apogée de la première manière de l'artiste : il y démontre sa capacité à choisir parmi les expressions tourmentées ou élégantes.

#### Chapelle Filippo Strozzi de Santa Maria Novella à Florence
Le 21 avril 1487, Filippo Strozzi confie à  Filippino la  décoration de  sa chapelle funéraire, à l'intérieur de l’Église Santa Maria Novella. Il commande en même temps le sarcophage où il sera inhumé à Benedetto da Maiano. Sur le mur droit, Filippino peint la Vie de saint Philippe, le saint patron du commanditaire, sur le mur de gauche, celle de saint Jean l’Évangéliste. Dans les deux cas, Filippino associe le supplice du saint (peint dans la lunette), à l'un de ses miracles (Saint Philippe terrassant un dragon d'un côté, la Résurrection de Drusiana par Saint Jean l’Évangéliste, de l‘autre). Selon la formule d’André Chastel, ces scènes sont « la rencontre du paganisme religieux (…) avec la magie supérieure de la vraie foi ». Filippino interrompt son travail en 1488, pour se rendre à Rome et ne le reprendra qu’à son retour, en 1502.
Les peintures de ce cycle sont un miroir de la crise politique et religieuse florentine : en effet le sujet des fresques, le choc entre christianisme et paganisme, est un sujet largement débattu à Florence à une époque dominé par Jérôme Savonarole. Filippino insère ses personnages dans des décors qui recréent le monde antique dans les moindres détails, mais les surcharge de décorations grotesques, conséquence de son séjour à Rome, afin de créer une décoration « animée », mystérieuse, fantastique et inquiétante, atteignant l'irréalité d'un cauchemar. Dans cette architecture, il place des bourreaux féroces et déformés par des grimaces, qui se battent contre les saints. Dans la scène avec Saint Philippe chassant le monstre hors du temple, l'autel est fait d'une accumulation de trophées, télamons et sphinx, qui semble également à Vasari un vrai temple ; la statue de Mars, avec un pic et un loup à ses pieds, est une figure vivante qui semble défier le saint chrétien. Selon la Légende dorée, saint Philippe avait été fait prisonnier par les païens de Scythie, et emmené au temple de Mars pour le forcer à sacrifier au dieu païen, mais depuis l'autel, il évoqua un monstre, symbole du diable, qui tua de son souffle de nombreuses personnes présentes, y compris le fils du prêtre qui préparait le sacrifice ; l'apparition du Christ avec la croix est figurée dans le ciel à droite.

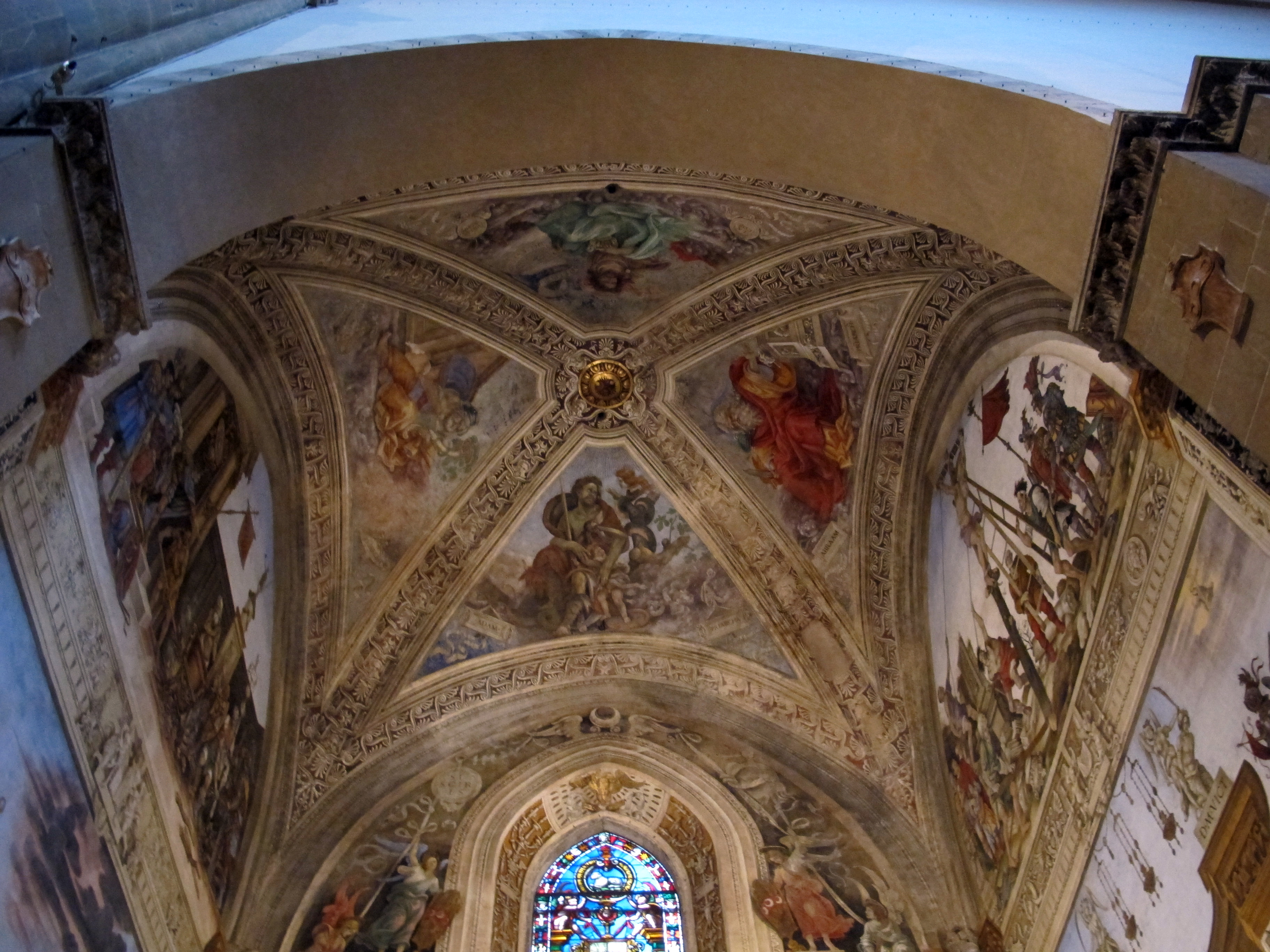
Voûte de la Chapelle Strozzi
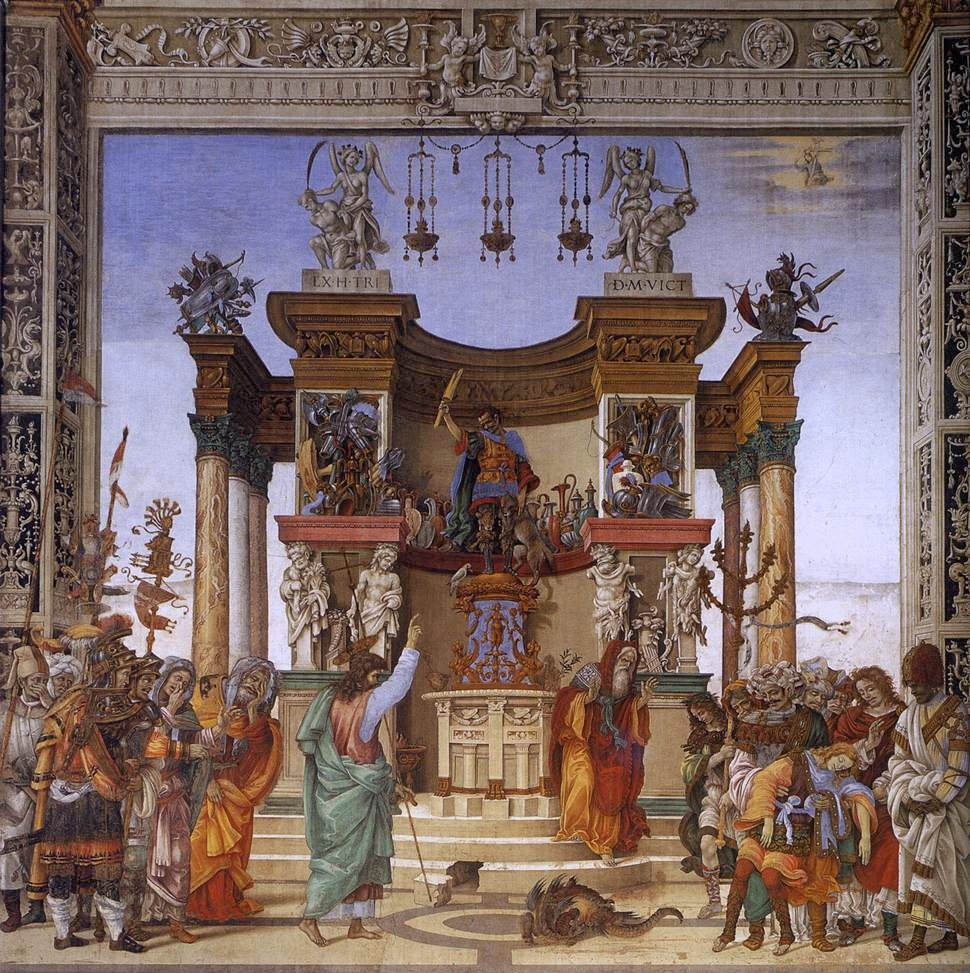
St Philippe chassant le dragon
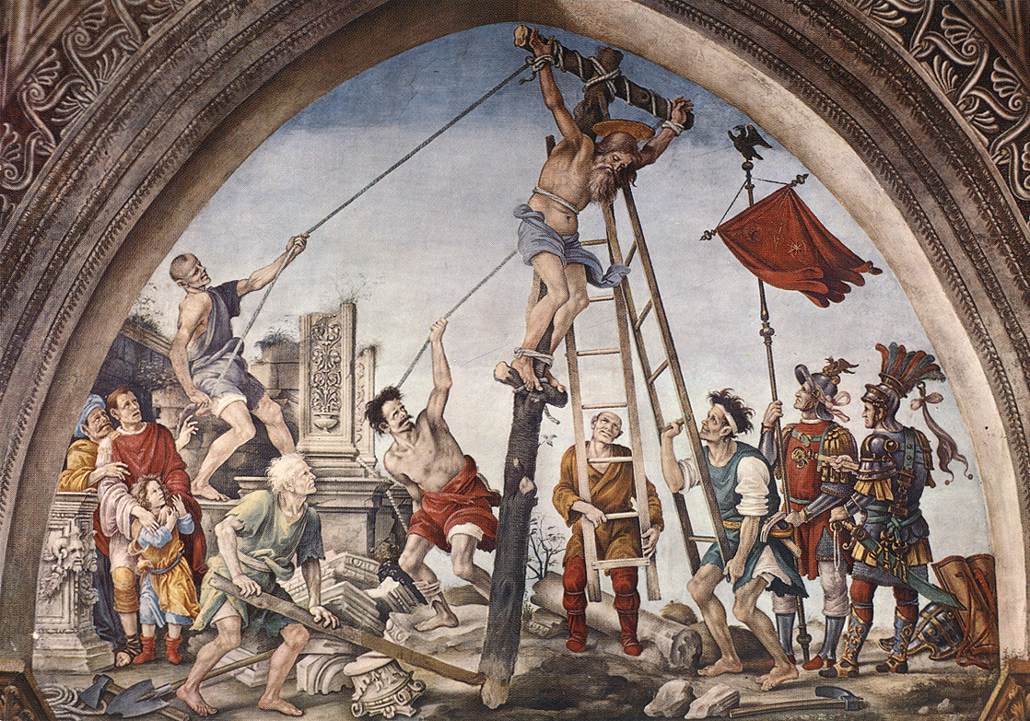
Crucifixion de St Philippe
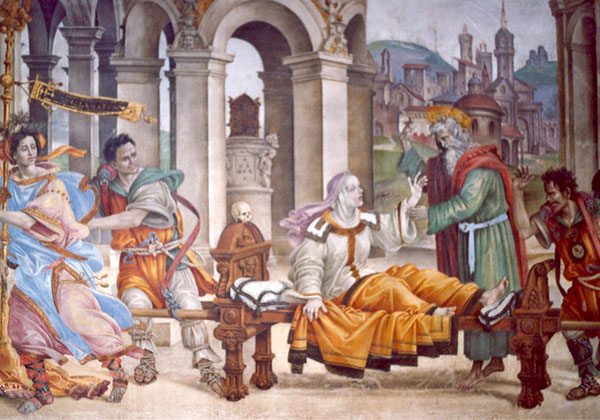
Résurrection de Drusiana par saint Jean l'Évangéliste (détail)
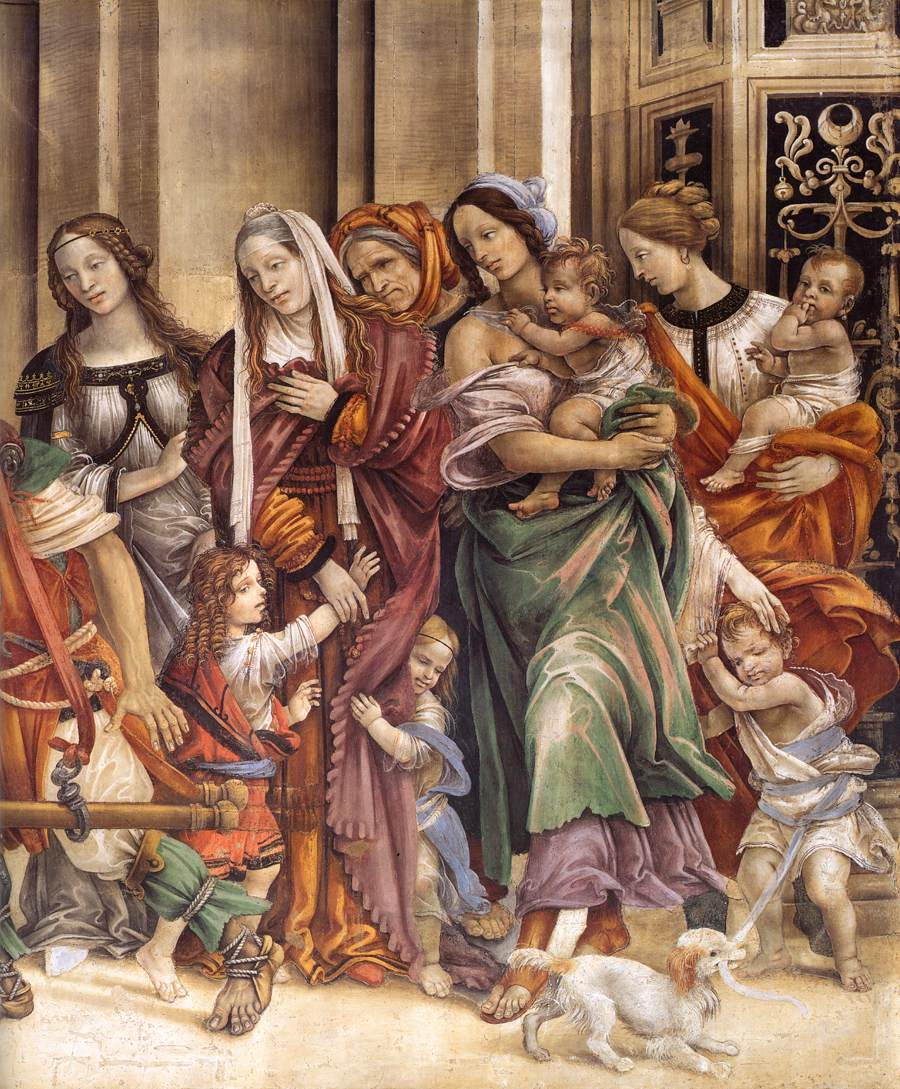
Résurrection de Druisana (détail)
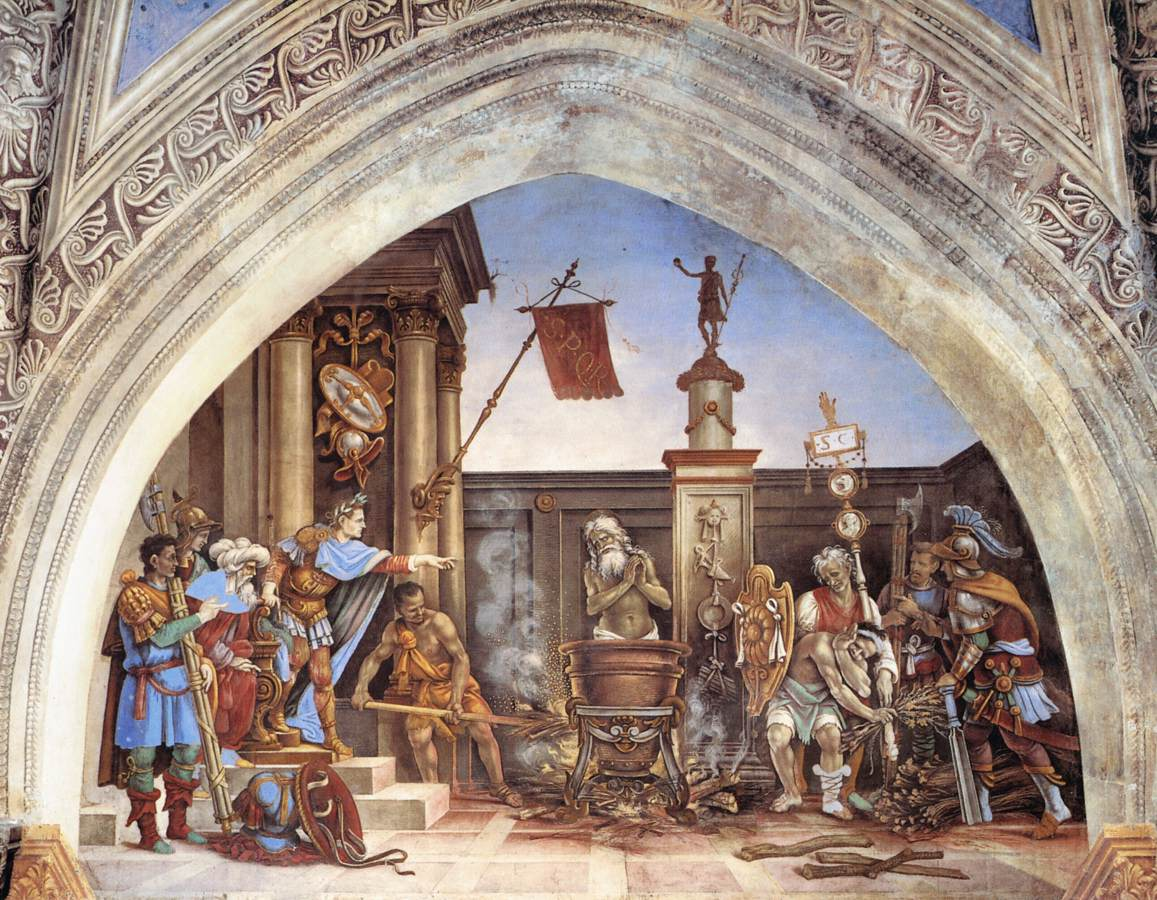
Suplice de St Jean L'Evangéliste

Au début de 1488, il réalise aussi deux tableaux perdus destinés à Matthias Corvin, roi de Hongrie.

### Spolète
Filippino s'arrête lors de son voyage vers Rome à Spolète, pour demander la remise de la dépouille de son père au nom de Laurent le Magnifique, qui envisage l'érection des monuments funéraires des plus grands artistes toscans dans le Duomo de Florence. Les chanoines de Spolète objectent, arguant que leur « jeune » cathédrale ne contient pas encore d'illustres tombes, alors que de nombreux grands maîtres sont enterrés à Florence. Finalement, Laurent abandonne, confiant à Filippino la conception d'un monument pour son père, qui est ensuite exécuté par d'autres artistes.

### Chapelle Carafa de Santa Maria sopra Minerva à Rome

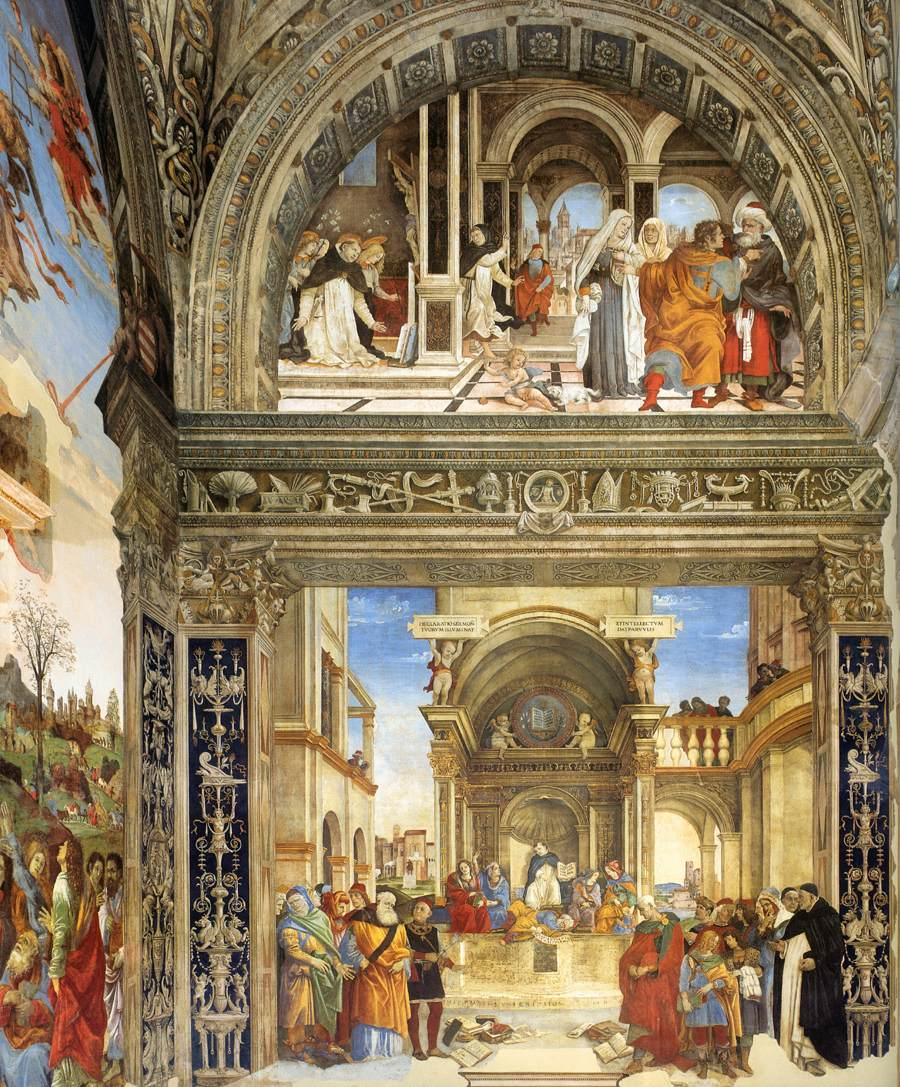
Mur de droite de la chapelle Carafa
avec Saint Thomas triomphant des hérétiques

À Rome, où il est documenté le 27 août 1488, Filippino Lippi peint, de 1488 à 1493, sur une recommandation de Laurent de Médicis, les fresques de la chapelle Carafa de l'église Santa Maria sopra Minerva. Le commanditaire, le cardinal Oliviero Carafa avait choisi de faire de cette chapelle, jusque-là dédiée à la Vierge, sa chapelle funéraire. La décoration de la chapelle est placée sous un double patronage, celui de la Vierge et celui de saint Thomas d'Aquin : le cardinal prétend en effet descendre, par sa mère, de saint Thomas d’Aquin, et en tant que protecteur des frères dominicains, favorise le renouveau des études thomistes.
 Sur le mur de droite, Filippino peint un Saint Thomas triomphant des hérétiques. Averroès gît aux pieds de saint Thomas, Arius, Sabellius, Apollinaire le Jeune, Photinus, Eutychès, Mani, sont représentés au premier plan, tandis que leurs livres sont dispersés sur le sol.

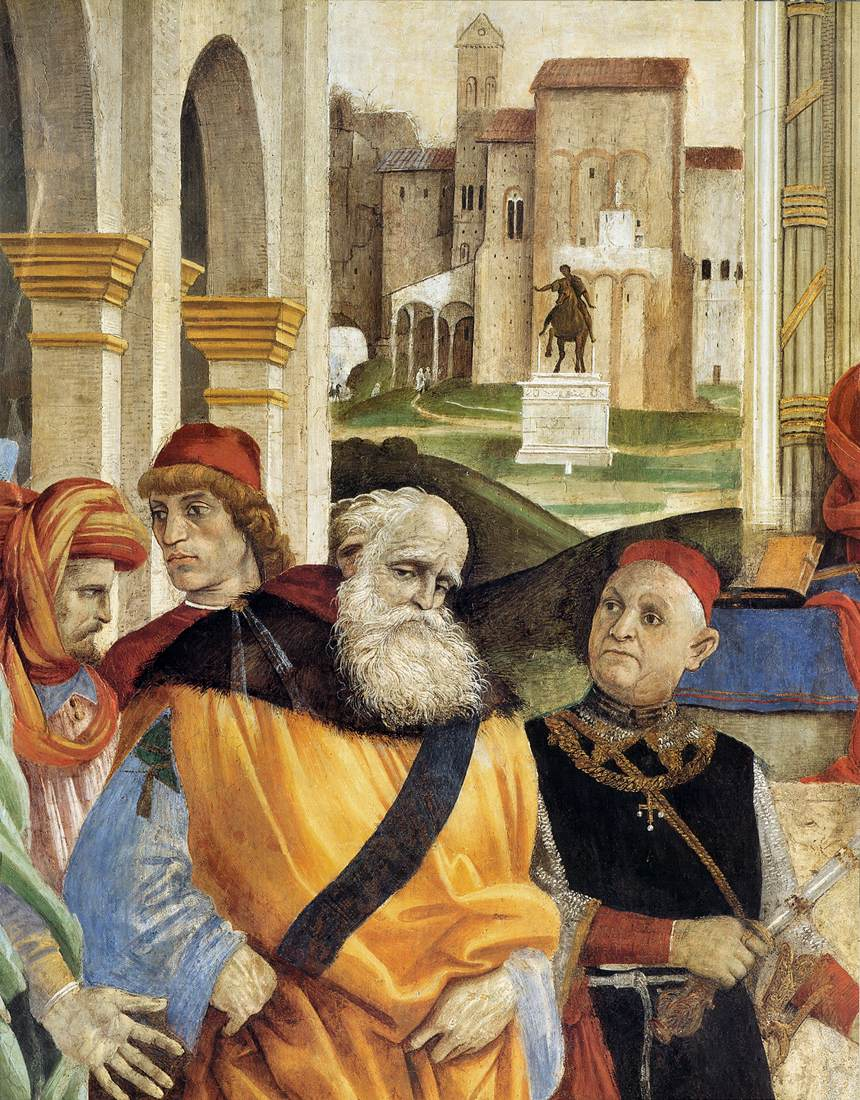
Triomphe de saint Thomas, Détail, Chapelle Carafa

En partie supérieure de ce même mur est représenté le Miracle de la Chasteté, un épisode célèbre de la vie de saint Thomas, lorsqu'il reçut en récompense de sa vie vertueuse une ceinture de chasteté apportée par deux anges. Le saint est représenté dans sa cellule, devant le crucifix qui, toujours selon la légende, se mit à lui parler tandis qu'à l'extérieur, sous des arcades, une assemblée de personnes, dont un vieil homme vêtu à l'orientale, est informée du miracle par un frère se précipitant hors de la cellule du saint.
Sur le mur central, Filippino peint une Annonciation contenue par un cadre en relief véritale orné de grotesques. Le cardinal Oliviero Carafa est agenouillé face à la Vierge, introduit auprès d'elle par saint Thomas d'Aquin, tandis qu'arrive l'Ange Gabriel sur la gauche. Autour de la scène de l'Annonciation, Lippi représente l'Assomption de la Vierge, qui s'élève au-dessus des douze apôtres, représentés en partie inférieure près de son tombeau, et est accompagnée d'un concert d'anges musiciens formant une ronde animée autour de sa figure.
C'est dans les fresques de la chapelle Carafa que l'on peut déceler ce qui va devenir la caractéristique du style de Filippino : l'élégance et la simplicité botticellienne est compliquée par l'introduction de détails de plus en plus nombreux et une architecture fantastique, « où il déploie un faste archéologique étonnant », révélant un renouveau constant et varié de l'antique. Il se retrouve alors au milieu du renouveau classiciste lié au premier âge d'or des découvertes archéologiques romaines. Dans ce contexte, il développe un style unique, caractérisé par l'inspiration et une vision anti-classique, où l'image est fragmentée en un ensemble éclectique de citations et de références à la sculpture et à la décoration de l'Antiquité, accumulées avec une imagination illimitée et parfois trompeuse.
En 1489, il visite peut-être aussi Venise, comme indiqué sur le contrat de la chapelle de Filippo Strozzi.

### Retour à Florence

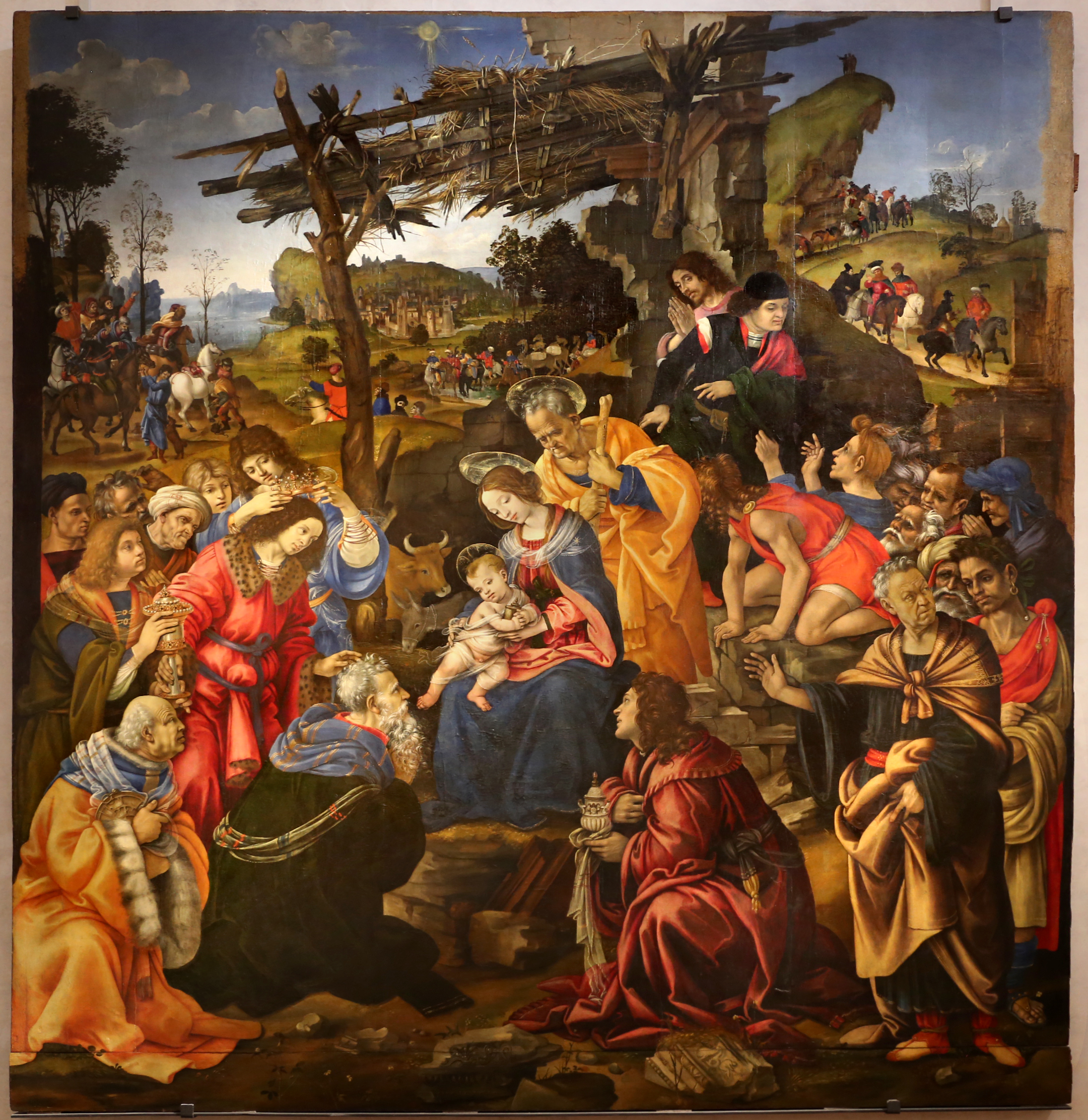
Filippino Lippi, Adoration des mages, 1496.

De retour de Rome, Filippino participe en 1491 à un concours pour la façade de la cathédrale de Florence. Il reprend le cycle à Santa Maria Novella pour la chapelle de Filippo Strozzi, juste commencé avant son départ, le terminant en 1502. Après la mort du client, entre juin et juillet 1503, les vitraux de la chapelle sont installés, d'après un dessin de Filippino lui-même, avec la Vierge et l'enfant, deux anges et les saints Philippe et Jean.
En 1493, il exécute l'Apparition du Christ à la Vierge Marie, conservée à Munich, pouvant peut-être être identifié comme le tableau mentionné par Vasari à San Francesco al Palco à Prato. Vers 1498, il peint  le retable Nerli pour la basilique Santo Spirito. La même année, il participe à une commission pour la restauration de la lanterne du dôme de Santa Maria del Fiore.
L'Adoration des mages, pour l' église de San Donato a Scopeto, avec le portrait de Lorenzo di Pierfrancesco de 'Medici, est signée et datée du 29 mars 1496. Elle doit remplacer celle que Léonard de Vinci a laissé inachevée à son départ pour Milan. Inspirée de l'Adoration de Botticelli, aujourd'hui aux Offices, elle est indéniablement dérivée de celle de Léonard de Vinci. L'œuvre se distingue également des modèles pour le rendu lenticulaire des détails, dérivé du modèle flamand, et pour le caractère choral de la représentation dans lequel tous les personnages, à la fois au premier plan et à l'arrière-plan, convergent vers le miracle de la Nativité à la suite de l'étoile.
Saint Ubald et saint Frediano, un panneau de prédelle (tempera sur bois, 32,8 × 45,6 cm) représentant les évêques Ubald de Gubbio et Fridianus de Lucques, entre en 2016 dans la collection Alana (Newark (Delaware), États-Unis.
La fresque avec la Mort de Laocoon dans la villa médicéenne de Poggio a Caiano date de 1493. Commandée par Laurent le Magnifique, elle est gravement endommagée car placée sous la loggia extérieure.
Plus tard, en 1494, le duc de Milan Ludovic Sforza lui confie une très prestigieuse commande, le retable principal de l'église ducale de la Chartreuse de Pavie. Le tableau, censé représenter une déposition, n'a jamais été achevé.

### Tabernacle du Mercatale

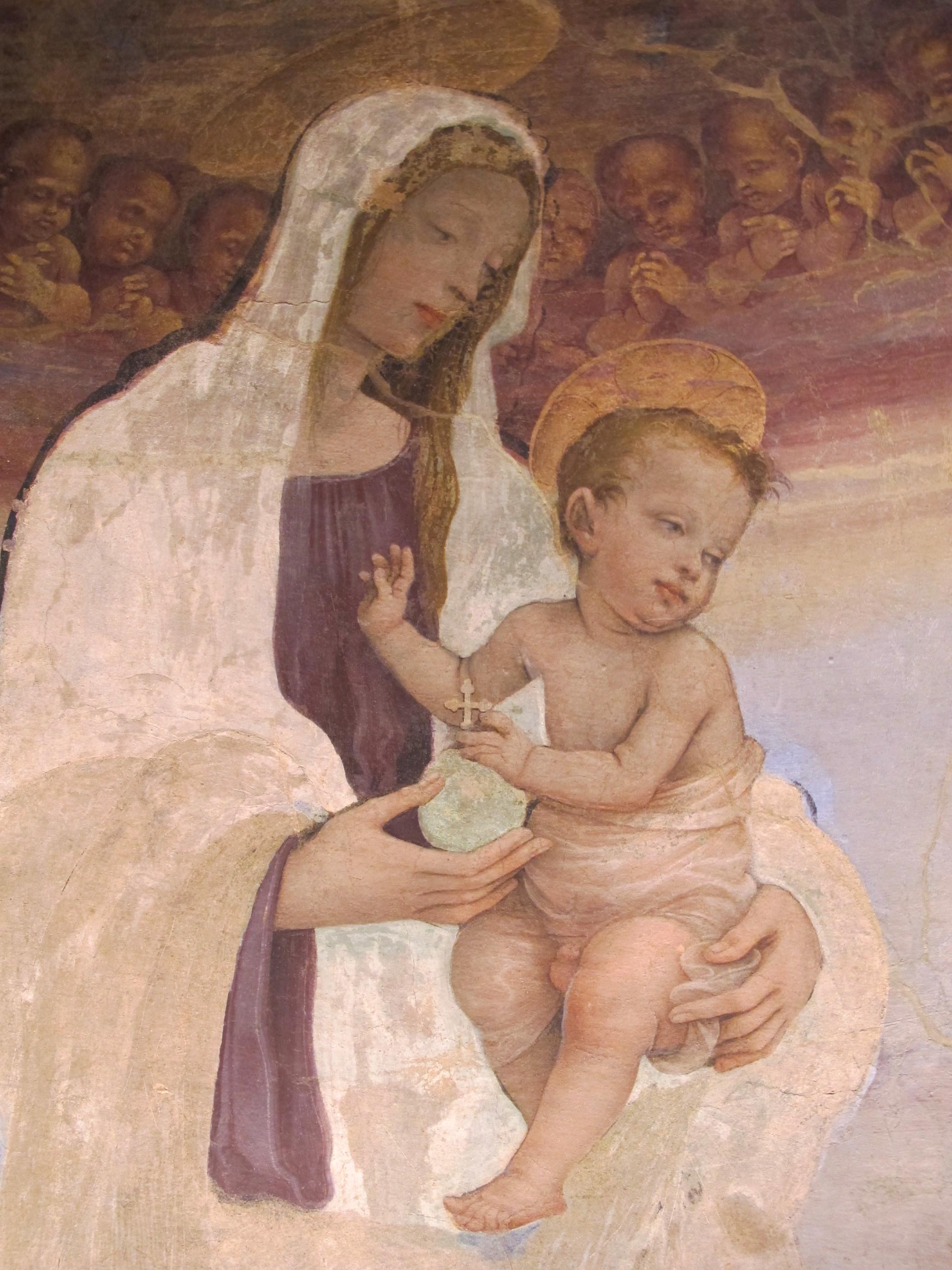
Filippino Lippi, Tabernacle du Mercatale, détail, 1498.

Le Tabernacle  du Mercatale, œuvre imposante située à Prato, remonte également à ces années, maintenant au musée civique de la ville : gravement endommagé lors d'un bombardement en 1944, il a été récupéré et restauré. Commandé par la famille Tieri pour le « Canto al Mercatale, près de certaines maisons [...] en face des religieuses de Santa Margherita », écrit Giorgio Vasari en 1550. Daté de 1498 dans la voûte, il a probablement été construit pendant l'été de cette année. Le cadre peint sous la Vierge à l'Enfant comprend les armoiries des Tieri, une importante famille de Prato qui, comme Filippino, possédait une maison près du tabernacle. Cette fresque a inspiré Vasari des éloges passionnés.

### Dernières œuvres
En 1501, il réalise le Mariage mystique de Sainte Catherine d'Alexandrie pour la basilique San Domenico à Bologne. Deux ans plus tard, la municipalité de Prato lui commande une Vierge à l'Enfant avec des saints pour la salle d'audience des Prieurs, maintenant dans le musée civique de la ville.
Dans une lettre de 1503 écrite par Botticelli à Isabelle d'Este, celui-ci souligne que Filippino est très occupé, tout comme le Pérugin, tandis que lui, Botticelli, se propose de travailler pour la marquise car libre de tout engagement. En 1503, Filippino peint un retable pour l'église San Teodoro à Gênes.
Il reçoit en 1503 sa dernière commande, une déposition pour l'église Santissima Annunziata de Florence. Le tableau est achevé, après sa mort en avril 1504 par Le Pérugin. Quelques mois plus tôt, il a eu le temps de participer à une commission qui a décidé de placer le David de Michel-Ange devant le Palazzo Vecchio sur la Piazza della Signoria, suivant en cela sa proposition, 
Filippino Lippi est enterré près de l'église San Michele Visdomini, comme le rappelle une plaque apposée à une époque récente. Sa mort a été grandement pleurée par ses concitoyens qui ont beaucoup estimé ses qualités humaines et artistiques. Comme c'était la coutume pour les funérailles princières, tous les magasins de la Via de 'Servi furent fermés sur le passage de son cortège funèbre.

## Descendants et élèves
Son fils Giovanfrancesco Lippi (né à Florence en 1501) est un orfèvre estimé. Parmi ses élèves, on trouve le dit « Maître de Memphis », son proche collaborateur, Raffaellino del Garbo, et une série de Lucchesi tels que Michele Ciampanti (le « Maître de Stratonice ») et son fils Ansano di Michele.

## Influence de Savonarole
Au cours de ces années, Filippino Lippi vit, comme tous les Florentins, les problèmes liés à l'ascension et à la chute de Savonarole et aux luttes entre les deux partis, l'un en faveur du frère (les Piagnoni ) et l'autre en faveur des Médicis (les Palleschi), qui se confrontent à plusieurs reprises, parfois ouvertement. Dans ces années, l'art suit deux voies, selon les commandes par les sympathisants de l'un ou de l'autre parti. Ainsi, à côté des œuvres somptueuses de l'aristocratie liées aux Médicis, il y a aussi la production d'œuvres d'ascèse austère, liées à la prédication du frère ferrarais, qui concerne de nombreux artistes. Il ne semble pas que Filippino ait vécu une crise mystique, comme cela est arrivé à Botticelli, mais il a plutôt travaillé pour les deux partis.
La paire de panneaux avec saint Jean-Baptiste et Madeleine, tous deux aujourd'hui dans la galerie de l'Académie, peut-être les parties d'un triptyque avec une Crucifixion entre Marie et Saint François sur fond d'or, autrefois à Berlin, détruit pendant la Seconde Guerre mondiale, demeure l'exemple classique d'une œuvre d'un mysticisme intense.

## Autres œuvres

### In situ

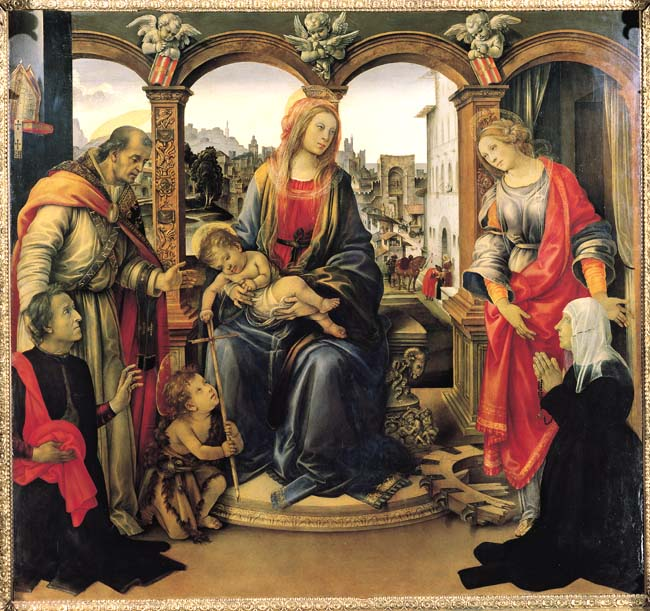
La Pala Nerli, 1493
Santo Spirito, Florence

- À l'Église San Michele in Foro à Lucca, Retable des quatre saints[17], vers 1483
- À l'église de la Badia Fiorentina à Florence, L'Apparition de la Vierge à saint Bernard, vers 1486, détrempe sur bois, 210 × 195 cm.
- À la chapelle Carafa, dans l'église Sainte-Marie de la Minerve, Rome, Le Triomphe de saint Thomas, Le Miracle de la chasteté, L'Assomption et L'Annonciation (1488-1493), fresques
- À la Basilique Santa Maria Novella, Florence, fresques de la chapelle de Filippo Strozzi (1487-1502)
- À la Basilique Santo Spirito (Florence), la Pala Nerli, 1490-1493, huile sur bois
- À la Basilique San Domenico, Bologne Le Mariage mystique de sainte Catherine[18], 1501

### Dans les musées: œuvres réalisées avant 1493
- Galleria dell'Accademia de Florence : Annonciation[19], 1472
- Musée du Louvre, Paris : La Vierge et l'Enfant avec deux anges, v. 1472 ou 1475
- Galerie Palatine, Florence : L'Histoire de Lucrèce[20], v. 1475
- Scènes de l'histoire d'Esther, deux cassoni peints vers 1475 en collaboration avec Sandro Botticelli et dispersés : Esther choisie par Assuérus, musée Condé, avec des panneaux latéraux aux Musée des beaux-arts du Canada et musée Horne et Trois scènes de l'histoire d'Esther, musée du Louvre avec des panneaux latéraux au Palazzo Pallavicini Rospigliosi et au Musée des beaux-arts du Canada.
- Museo dell'Opera del Duomo, Prato : Sainte Lucie[21], v. 1475
- Musée Civico, Prato, Tabernacle dit du chant au Mercatale"[22], 1498, fresque. Ce tabernacle réduit en morceaux dans un bombardement de 1944 a aujourd’hui été récupéré et recomposé.
- Szépmüvészeti Múzeum[23], Budapest :
  - Vierge à l'Enfant avec saint Antoine de Padoue et un frère[24], avant 1480, tempera sur bois, 57 × 41,5 cm
  - Saint Jérôme, v. 1475–1480, tempera sur bois, 46,5 × 34,2 cm
- Caisse d'Epargne de Florence : Vierge à l'enfant avec des anges[25], v. 1475, tondo
- Galerie Sabauda (Turin), Les Trois archanges avec Tobie (v. 1480-1482), peinture sur panneau, 100 × 127 cm
- Musée des Offices :
  - L'Adoration de l'Enfant, 1480
  - Portrait d'un vieil Homme, 1485, fresque transférée
  - Autoportrait, v. 1485, fresque transférée
  - Madone et les saints Jean Baptiste, Victor, Bernard et Zénobie (Madonna degli Otto), 1485
  - Saint Jérôme pénitent[26], 1490
- National Gallery of Art, Washington
  - Tobias et l'Ange[27], 1472-1482, huile sur bois, 33 × 23 cm
  - Couronnement de la Vierge[28], v. 1485
  - Portrait d'un jeune homme, v. 1485
- Musée Thomas-Henry, Cherbourg, Mise au tombeau, 1480, 95 × 65 cm[29]
- Musée de l'Ermitage, Saint-Pétersbourg, Adoration de l'Enfant, l'Ermitage, 1480-1483, tempera sur plat en cuivre, tondo de 83 cm
- Musée civique de San Gimignano, l'Ange de l’Annonciation et  La Vierge de l'Annonciation[30] (1483-1484), tondi de  bois de 110 cm de diamètre
- Musée Capodimonte de Naples : Annonciation avec des saints[31], 1485
- Metropolitan Museum of Art, New York, Vierge à l'Enfant, v.1485, détrempe, huile et or sur bois, 81,3 × 59,7 cm
- National Gallery of Scotland, Édimbourg, Nativité avec deux anges, v. 1490, tempera et huile sur bois, 25 × 37 cm

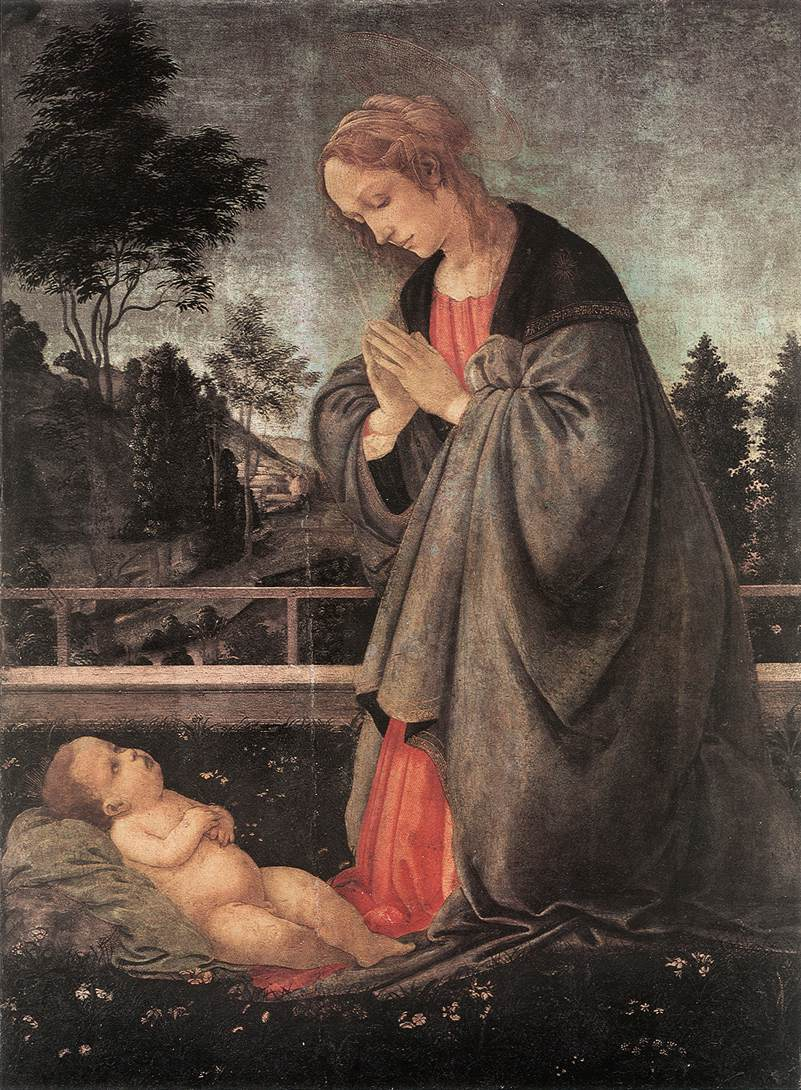
Adoration de l'Enfant, 1483 Musée des Offices, Florence
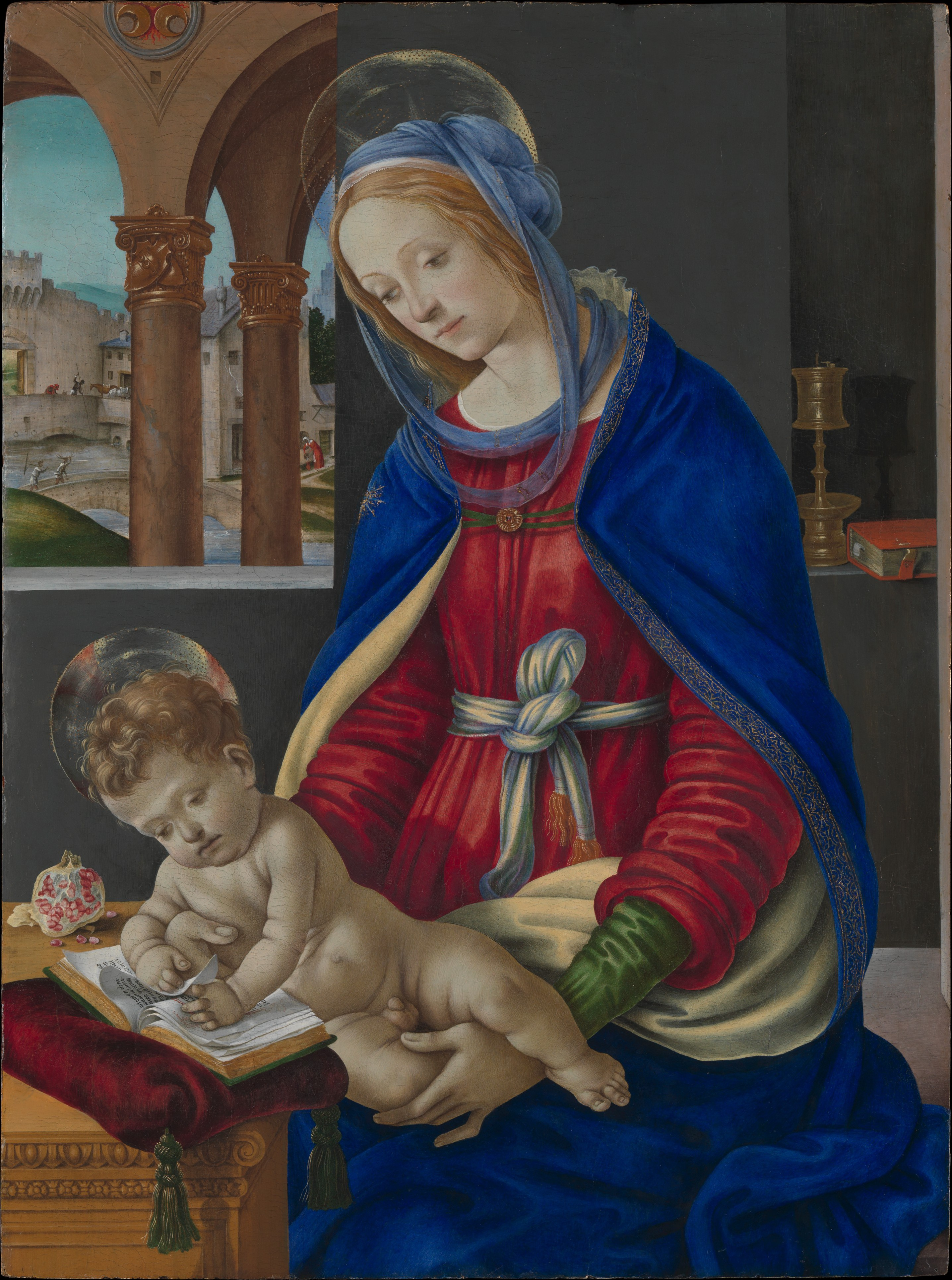
Madone, 1484 Metropolitan Museum New York
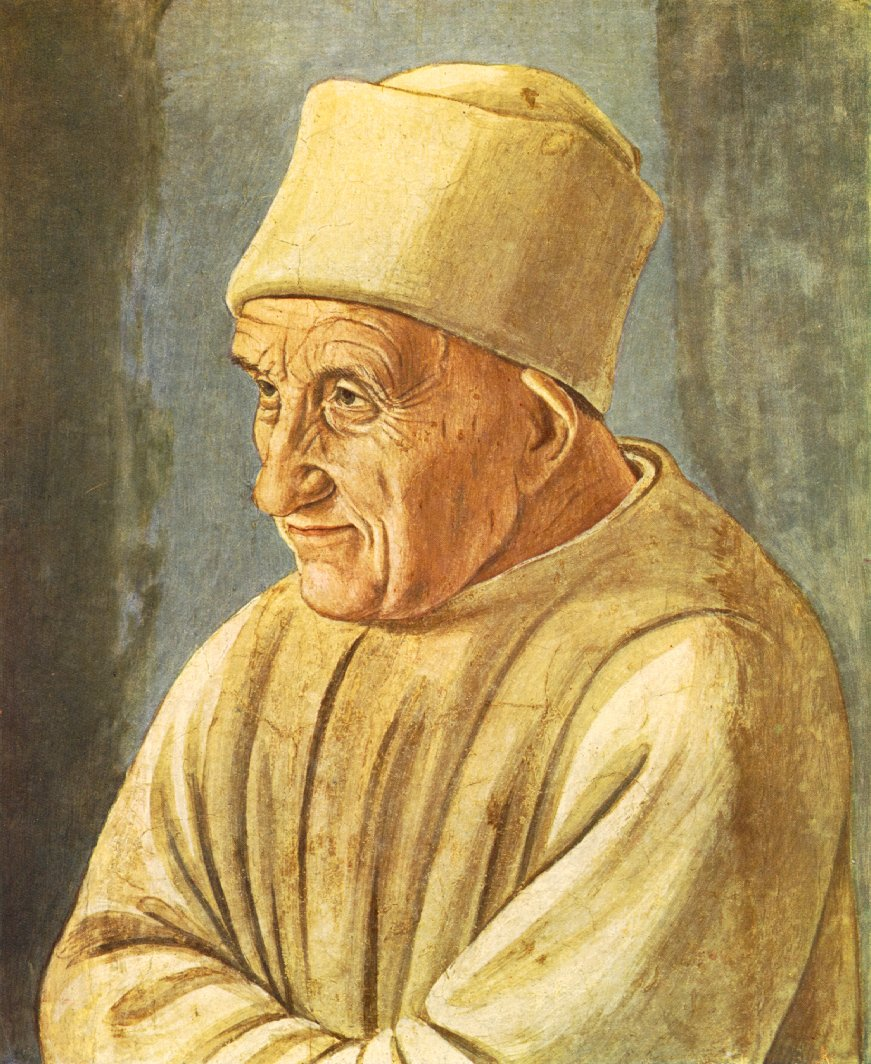
Portrait d'un Vieil Homme, 1485 Musée des Offices
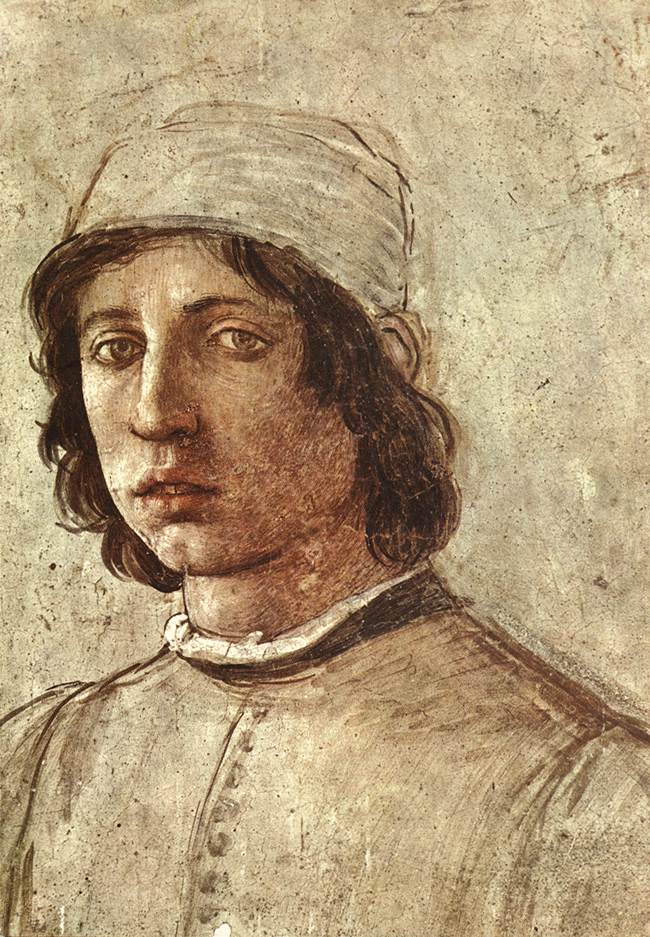
Autoportrait, v. 1485 Musée des Offices[32].
Portrait d'un jeune homme, v. 1485, National Gallery of Art, Washington
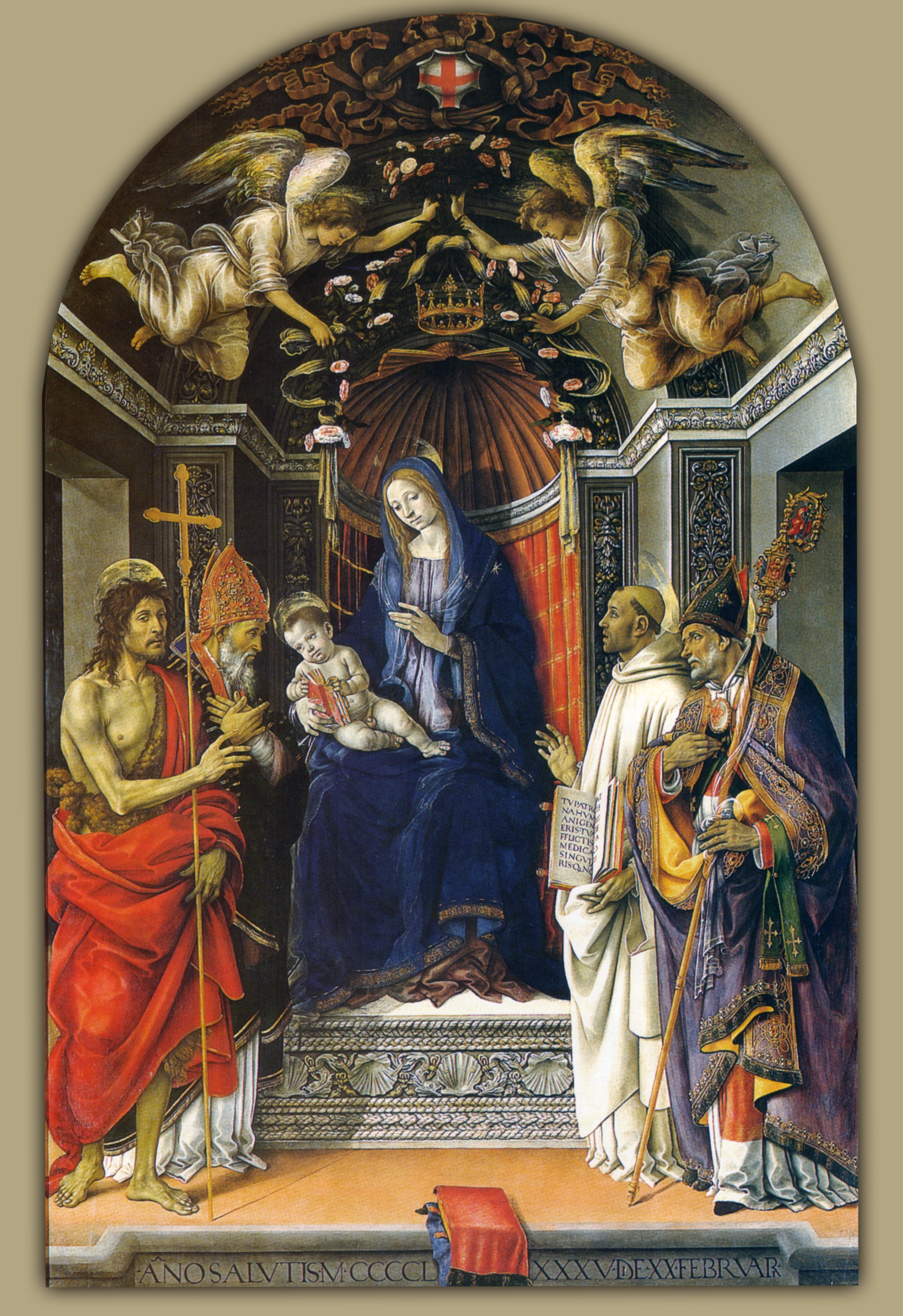
Palla degli Otto, 1485 Musée des Offices

### Dans les musées: œuvres de retour à Florence après 1493
- Florence, Musée des Offices :
  - L'Adoration des mages, 1496
  - Allégorie[33], 1498

- Munich, Alte Pinakothek : Apparition du Christ à Marie[34], 1493, huile sur bois, 156,1 × 146,7 cm
- El Paso, Museum of Art, 'Saint Jérôme dans son cabinet de travail, v. 1493
- Copenhague, Statens Museum for Kunst : Rencontre d'Anne et Joaquim devant la porte d'or de Jérusalem, 1497, 112,5 × 124 cm
- Berlin, Staatliche Museen :
  -  Allégorie de la Musique avec la muse Érato, v. 1500, tempera sur panneau de 61 × 51 cm
  - Vierge tenant un livre
- Besançon, Musée des Beaux-Arts de Besançon : Le Christ, vers 1500, huile sur bois transposée sur toile, 22,3 × 16,5 cm
- Prato, Museo civico : Crucifixion, vers 1501, tempera sur tablette de bois, 312 × 235 cm

- Florence, Galleria dell'Accademia de Florence : Saint Jean-Baptiste et Marie Madeleine, proviennent de la chapelle Valori de l'Église san Procolo à Florence. Ils servaient de volets à une Crucifixion autrefois conservée à Berlin et détruite en 1945[35].
- Gênes, Palazzo Bianco : S. Sebastiano tra i SS.Giovanni Battista e Francesco, Madonna con il Bambino e Angeli, 1502-1503, 298 × 185 cm partie centrale, 95 × 185 cm Cimaise.
- Mexico, Musée Soumaya : Vierge à l'Enfant avec saint Jean-Baptiste[36], v. 1502
- Galleria dell'Accademia de Florence, Déposition de la Croix, commencé en 1503, achevé par le Pérugin, tableau de 333 × 218 cm

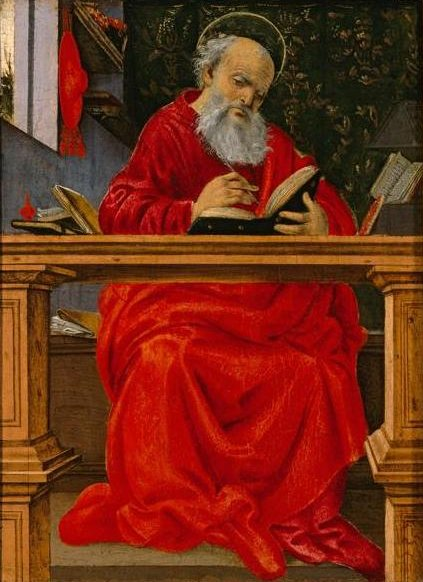
St Jérôme dans son cabinet, 1493 El paso Museum
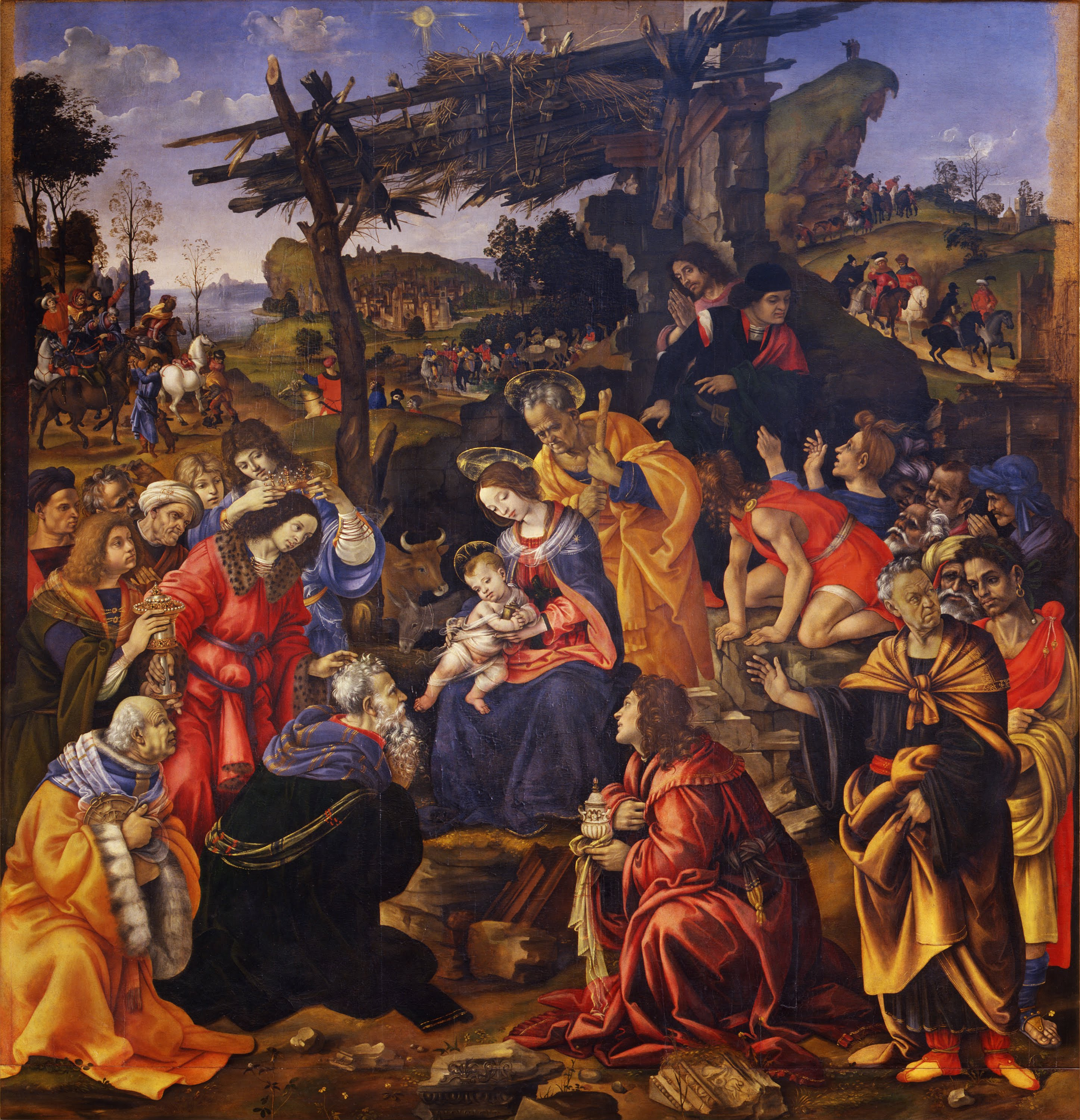
Adoration des mages, 1496 Musée des Offices
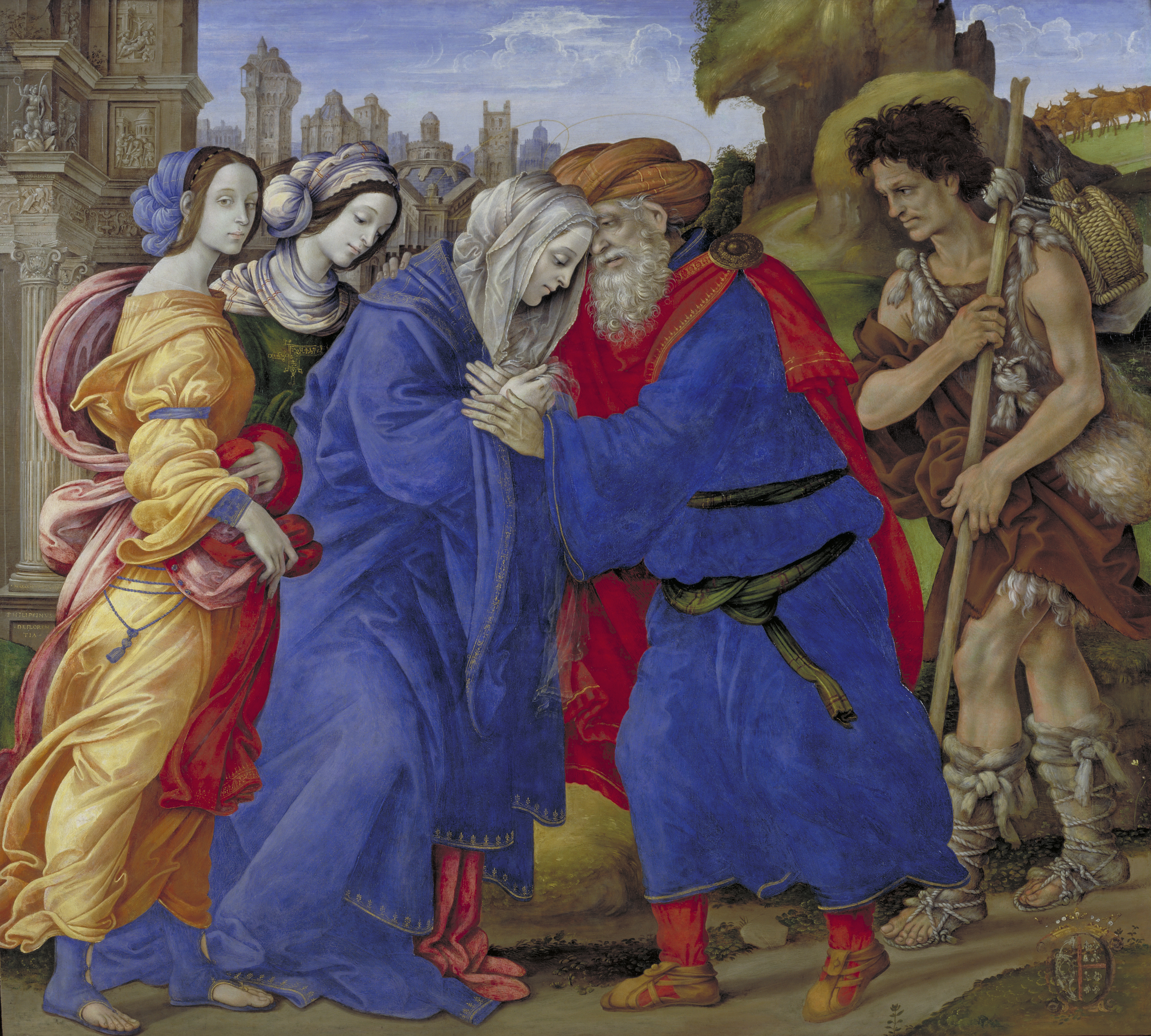
Rencontre d'Anne et Joaquim 1497, Statens Museum, Danemark
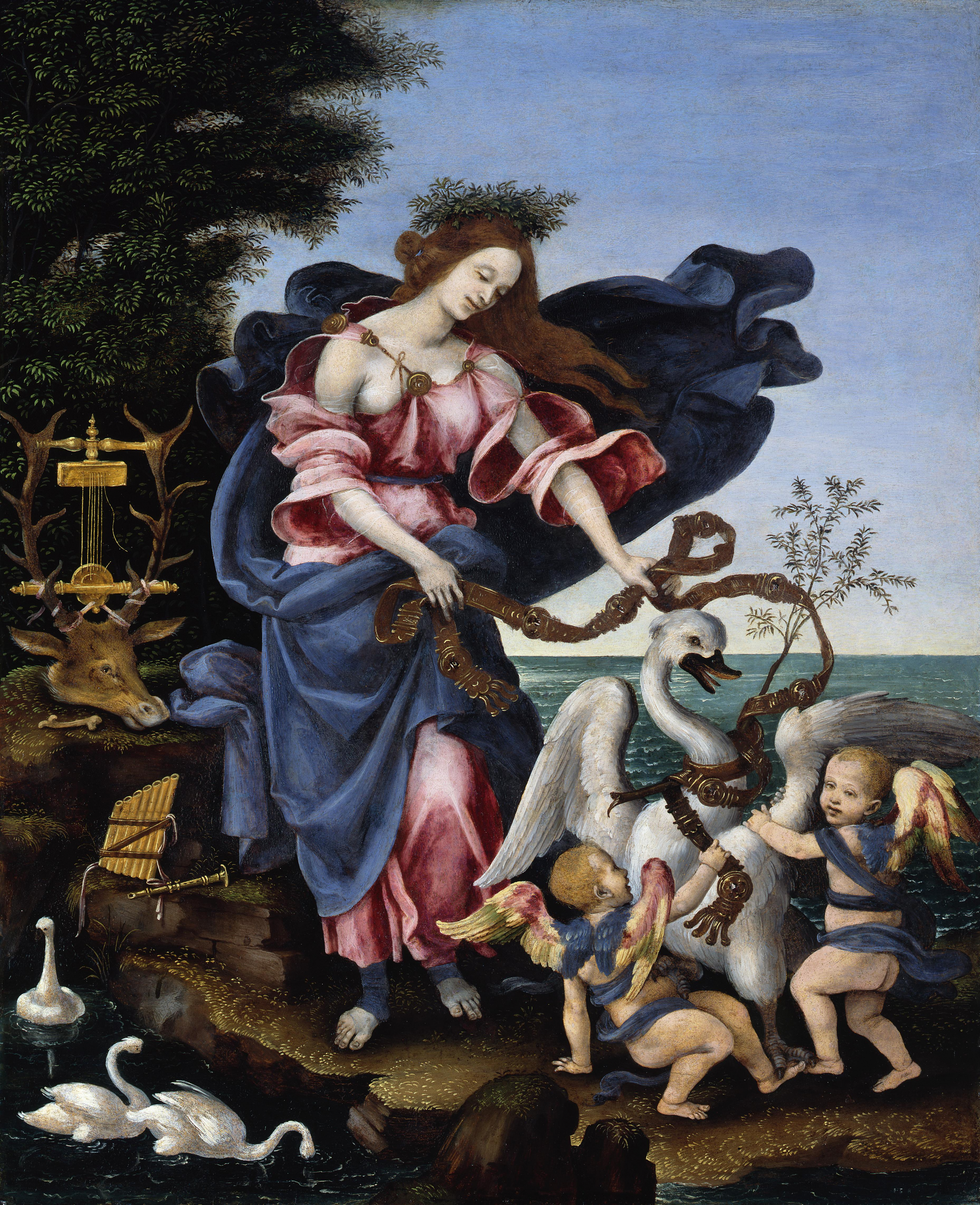
Allégorie de la Musique avec la muse Erato, v. 1500, Berlin
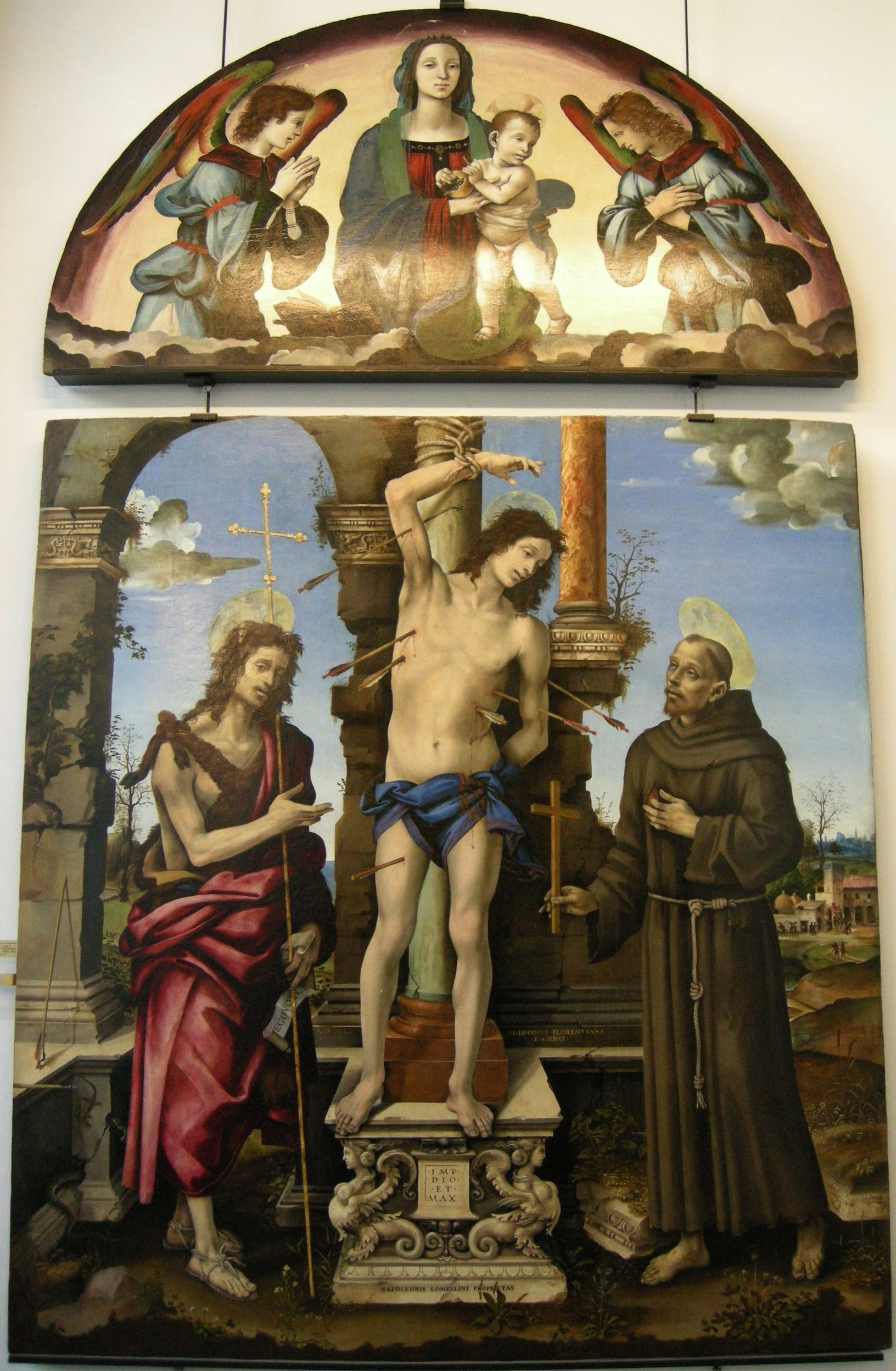
Saint Sébastien, 1502-1503 Palazzo Bianco, Gênes

### Dessins
- Pietà avec un ange et deux saints agenouillés, dessin à la plume, encre brune,15,2 × 18,5 cm, Musée des beaux-arts de Lyon
- Deux figures d'hommes drapées, pointe d'argent et gouache sur papier préparé gris, H. 25.7 ; L. 21 cm[37]. Paris, Beaux-Arts[38].
- Un homme assis et deux hommes debout, pointe d'argent et gouache sur papier bleuté, H. 19.6 ; L. 22.8 cm[39]. Paris, Beaux-Arts[40].
- Jeune homme assis tenant le manche d'un instrument de musique, pointe d'argent, retouchée au pinceau, encre brune, rehauts de blanc sur papier préparé rose, H. 21 ; L. 15.5 cm[41]. Paris, Beaux-Arts[40].
- Deux feuilles de croquis séparées, étude de nus vus de profil (dont l'un est tronqué); étude d'homme vu de dos (tronqué), pierre noire sur papier préparé rose, H. 15 ; L. 8.6 cm ; H. 14.8 ; L. 6.5 cm[42]. Paris, Beaux-Arts[40].